# 维吾尔族
維吾爾人（維吾爾語：ئۇيغۇر‎，拉丁维文：Uyghur/Uyγur）
，古稱維人或畏兀儿，是生活在歐亚大陆內陆的突厥語民族，主要使用属突厥语族的维吾尔语和以波斯阿拉伯字母为基础的维吾尔老文字。大部分维吾尔人信仰伊斯兰教逊尼派。1934年，中華民國新疆省发布政府令，统一使用“维吾尔”作为汉文规范称谓。目前，维吾尔族主要分布在中国新疆和中亚地区，生活在中国新疆维吾尔自治区的约11,774,538名维吾尔族人，他们是中華人民共和國官方统计的55个少數民族之一。
維吾爾人傳統上居住在塔里木盆地塔克拉瑪干沙漠中的一系列綠洲。這些綠洲在歷史上曾作為獨立國家存在或被許多文明控制，包括中原王朝、蒙古人、西藏人和各種突厥人建立的政體。維吾爾人在10世紀逐漸開始伊斯蘭化，到16世紀大多數維吾爾人改宗。此後伊斯蘭教在維吾爾文化和身份認同中發揮了重要作用。
目前約80%的新疆維吾爾族人居住在塔里木盆地。 其餘新疆維吾爾族人主要居住在新疆北部，如首府烏魯木齊周邊。居住在新疆以外最大的維吾爾族人群體是湖南省中北部桃源縣。哈薩克斯坦、吉爾吉斯斯坦、烏茲別克斯坦和土耳其等其他突厥國家也存在大量的維吾爾人散居社區。較小部分的维吾尔人生活在沙特阿拉伯、約旦、澳大利亞、俄羅斯和瑞典。

## 族名來源
维吾尔族现居於今中華人民共和國新疆地區，是经过长期迁徙、民族融合形成。其族名來自古代回鶻，曾有乌护、乌纥、袁纥、韦纥、回纥、畏兀兒、回鹘等多种音譯。
最早居住於新疆地區的民族，包括羌族人，塞種人，疑似文明早期的西域原住民後裔吐火羅人，和疑似高加索人種的烏孫等，分別在此地建立月氏、樓蘭、龜茲、烏孫等國家組織。在漢朝時（大約公元前200年到公元前64年間），此地屬於匈奴的勢力範圍，在北亞地區遊牧的丁零部落進入匈奴的管轄之下，在康居以北建立西丁零。漢朝中期通過屯田和商旅，取得了西域地區的控制權，在西域地區進行開墾和管理。在漢朝後期，經過幾次對匈奴的大規模反擊戰爭，迫使匈奴西遷，匈奴勢微，丁零部落改稱鐵勒，與遊牧與東北亞的柔然部落先後活動于這一區域。在唐朝時，受印度影响深刻，在这一地区建立回鶻汗國，形成今天維吾爾族的起源。
在元代時，隨著伊斯蘭教在中國的傳播，將所有穆斯林群體，不分血統，皆統稱為“回回”。信奉伊斯蘭教的漢人、西亞人、中亞人等皆被統稱為“回回”，居住在泉州來中國行商的阿拉伯人也被包括在內，但此“回”並非來自於“回鶻”，不包括非伊斯蘭教的色目人，畏兀兒族由於其時主要信奉佛教，也不包括在“回回”內。明初朱元璋則將一切非漢族都稱為與“回回”，範圍擴大到蒙古人和東羅馬人，因而畏兀兒人也被歸為“回回”。这一时期畏兀儿人逐漸接受了伊斯蘭教。在清代，則將“回回”改稱回族，仍將畏兀兒人和其他信仰伊斯蘭教的漢人、蒙古人、阿拉伯人後裔等統稱為“回族”。
在中華民國建立後，1934年，中華民國新疆省政府发布政府令，决定统一使用“维吾尔”作为汉文规范称谓，“維吾爾”取代了字形具有貶義的“畏兀兒”寫法，成為維吾爾族的標準漢語名稱。但是由於受到清朝的影響，維吾爾族仍然被歸屬在回族之中，沒有凸顯自身民族的獨立性。
1949年後，中華人民共和國官方推進少數民族自治時，使具有自身獨特歷史和語言的維吾爾族獲得了獨立的民族地位，得以與其他信奉伊斯蘭教的民族區別開來。居住在中國內地的信奉伊斯蘭教的漢族、少數蒙族和歷史上來自於西亞地區的遺民後裔則稱回族，形成一個新的基於宗教的民族。
唐代西域地區的南山羌、西亞地區的粟特人與沙陀部，以及和元代來自北亞的蒙兀兒人等，都是歷史上早期生活在這一地區的族群，可能其後都不同程度匯入了回鶻，成為了今天維吾爾族的族源之一。

## 历史

### 古代

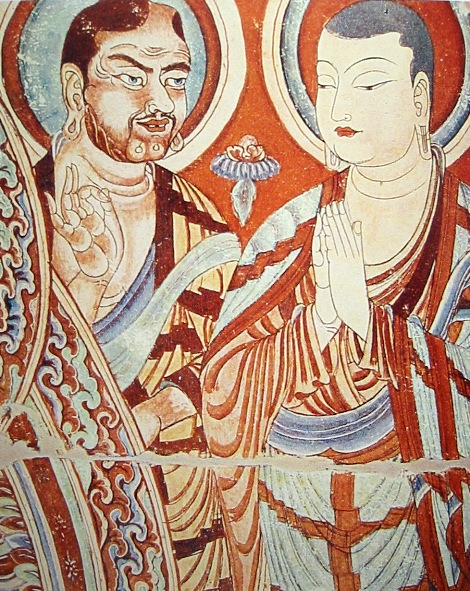
一名吐火羅人或粟特人的僧侶（左）與一名東亞佛教僧侶（右）。 柏孜克里克千佛洞的壁畫，可追溯至9世紀或10世紀的喀喇和卓王國

其先民為最早居住於新疆地區的各民族，包括伊朗裔吐火羅人，塞種，蒙古族，突厥族與羌族等。至隋唐帝國時代，活动在蒙古高原和中亚的回鹘人進入新疆，成為統治民族。从语言角度来说，现代维吾尔语与中亚第一个皈依伊斯兰教的喀喇汗王朝的葛邏祿最为接近，而葛邏祿并非回鹘人的主体，只是这个松散集体后期加入的一个分支。葛邏祿语言的现代传承主要包括维吾尔语和乌兹别克语。古代回鹘的直接传承如高昌回鹘的语言回鹘语更接近现代裕固族等的语言，由此可以推测，古代回鹘人的后代涵盖范围要远远大于今天的维吾尔人，一部分转变为裕固人，回人，一部分转化为今天的维吾尔人，一部分融入今天的蒙古人和汉人等。
隋唐时期，為反抗突厥汗國的統治，回纥联合铁勒诸部中的僕固、同罗、拔悉密等部组成了回纥联盟。744年，统一了回纥各部的首领骨力裴罗受唐帝國支持，推翻了后突厥汗国，建立了回紇汗國。安史之乱时，回纥曾协助唐帝國出兵。788年，回纥统治者向唐朝，自请改为“回鹘”。
840年，回鶻汗國被破，向西分三支遷移，其中一支南下。866年，回鶻建立了西州回鶻政權。10世紀中葉，葛邏祿在中亚建立喀喇汗王朝（也有說為回鶻，一說為樣磨、葛邏祿），這對維吾爾族伊斯兰化的發展產生了深遠的影響。此時維吾爾族的生產由遊牧為主逐漸轉變到以定居農業為主。天山一帶和南部原來的印歐語系民族逐步被回鶻同化。
從1124年至13世紀初，今新疆境內的維吾爾族祖先先後被西遼與乃蠻等政权統治。1209年，高昌回鹘“亦都護”主動要求臣服於成吉思汗的蒙古帝国。同年置達魯花赤監之。1324年併入察合台汗國，初建都阿力麻裏，即今天的新疆霍城縣水定鎮西北。元代文献中，将回鹘翻译为畏兀儿。
1371年，西察合台汗國亡國，西域分裂成許多割據政權。這些割據政權的統治者仍然是察合台蒙古貴族的後裔；出於爭權奪利，这些政权之间發生了一系列的戰爭。在此時期，蒙古貴族為了便於統治当地信奉伊斯兰教、使用突厥语族语言的諸民族，在当地的蒙古族中也大力推行伊斯蘭教，以禿忽魯帖木兒汗以及別失八里的馬哈麻为代表人物，使數目相當的蒙古族居民也改信伊斯蘭教，生活在農業區的蒙古族（蒙兀兒人）逐渐突厥化和伊斯蘭化，相繼失去了蒙古族的特性。
16世紀初，察合台後裔賽德在天山南麓建立了葉爾羌汗國。這個汗國的居民主要是信仰伊斯蘭教的蒙兀儿人，它是突厥和蒙古部落的混合体，成为构成维吾尔人一部分，特别是刀朗人。葉爾羌汗國與清朝政府維持著友好的貿易關係。在葉爾羌汗國內部由於白山派和黑山派的對立與鬥爭，1680年，白山派的阿帕克和卓聯合北方鄰國準噶爾汗國的首领噶尔丹攻灭叶尔羌。一部分维吾尔人被噶尔丹迁至伊犁，为准噶尔人种田，被称為塔蘭奇（種糧食的人）。

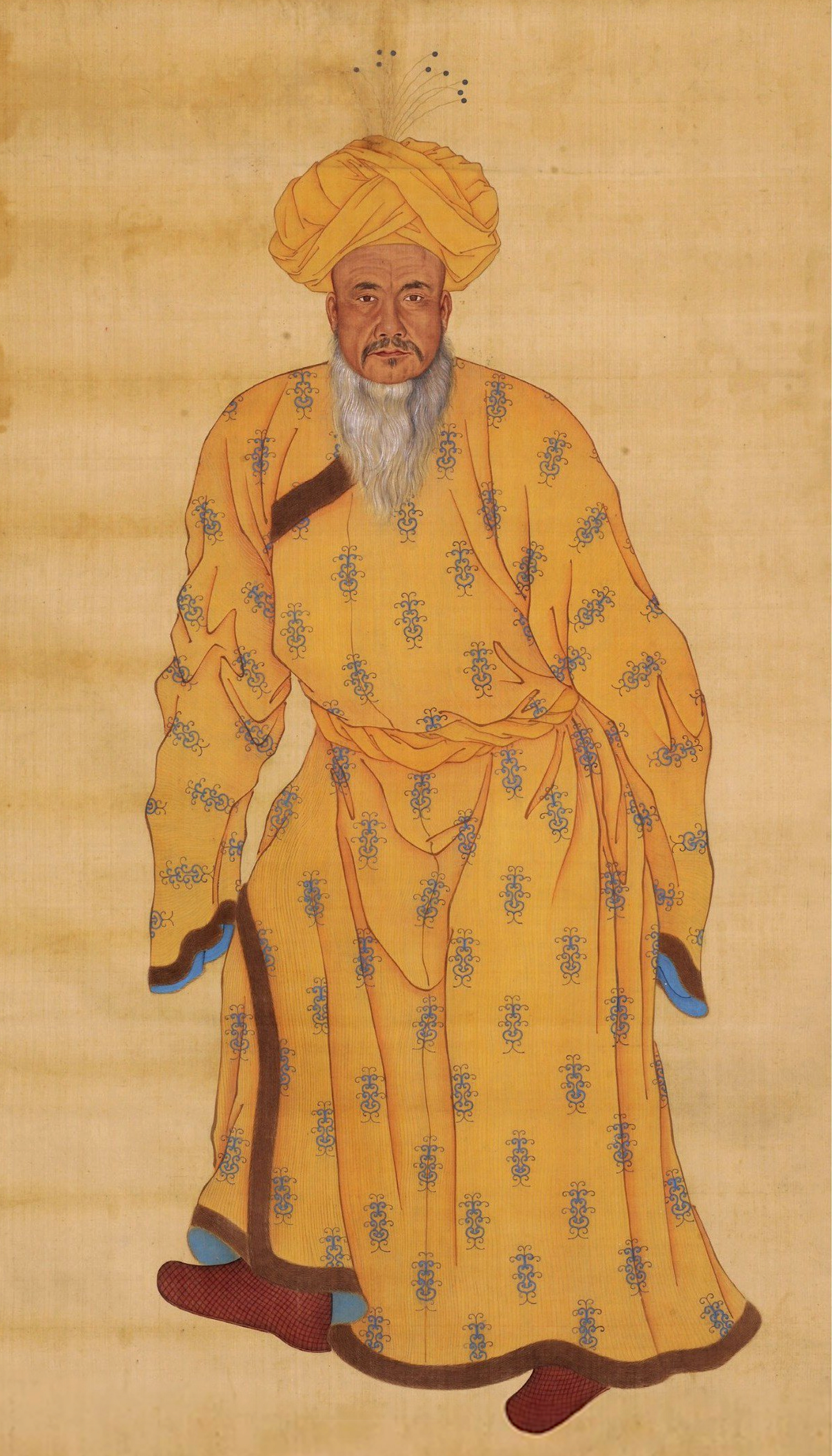
清代回部王公，维吾尔將軍霍集斯（-1781），曾任美吐魯番總督，後居迁居北京，此为1775年歐洲耶穌會畫家在满清宮廷的繪畫，现藏于紫光阁

18世紀初，大清帝國消滅准噶尔汗国，并趁勢吞并了天山南麓原葉爾羌汗國的领土。1755年，准噶尔统治时期被囚禁于伊犁的波罗尼都和霍集占（即大小和卓）被清军释放，派往回部（新疆天山以南地区）管理维吾尔人。其后大小和卓率兵反抗清廷的征服，终因寡不敵眾、军力差距等原因失败，于1759年出逃，被巴达克山头人处死，尸首移交清廷。1758年，乌鲁木齐建立城市的雏形，清政府在这里开始修筑城堡，形成一定规模后，乾隆帝赐名“迪化”取啟迪教化之意思。1762年設置管理天山南北的伊犁将军，又设置总管回部各城事务的喀什噶尔参赞大臣，其下设办事大臣、领队大臣，分驻叶尔羌（莎车）、和阗、乌什、阿克苏、库车、喀喇沙尔等城。此时期的维吾尔族社会基本处于自治状态，满、汉、蒙古官员对其军事、贸易、治安以外的日常行政事务较少干涉，主要交由当地各级伯克和毛拉根据伊斯兰教法管理。清廷在对准噶尔部屠杀后导致新疆北部人口稀少，塔兰奇人向北方迁徙以填补空虚，其中穆斯林文化和身份得到了清朝官员的容忍甚至提倡，对此亨利·施瓦茨（Henry Schwarz）称，“从某种意义上说，清朝的胜利是伊斯兰的胜利”。
1860年代，整个西北地区爆发大规模反抗清朝统治的穆斯林武装起义，中國方面史称“同治回乱”。1867年，中亞浩罕汗国将领阿古柏率部进军新疆，攻占了库车、库尔勒，收复天山以南地区，建立“哲德沙尔汗国”，后改为“洪福汗国”。1870年代初，阿古柏政权已实际控制了几乎全部新疆地区。1870年代末，由左宗棠率领的清军攻占新疆，消滅了“洪福汗国”。1884年，新疆正式建省。

皇清職貢圖所绘清时期维吾尔人（清乾隆34年，1769年）
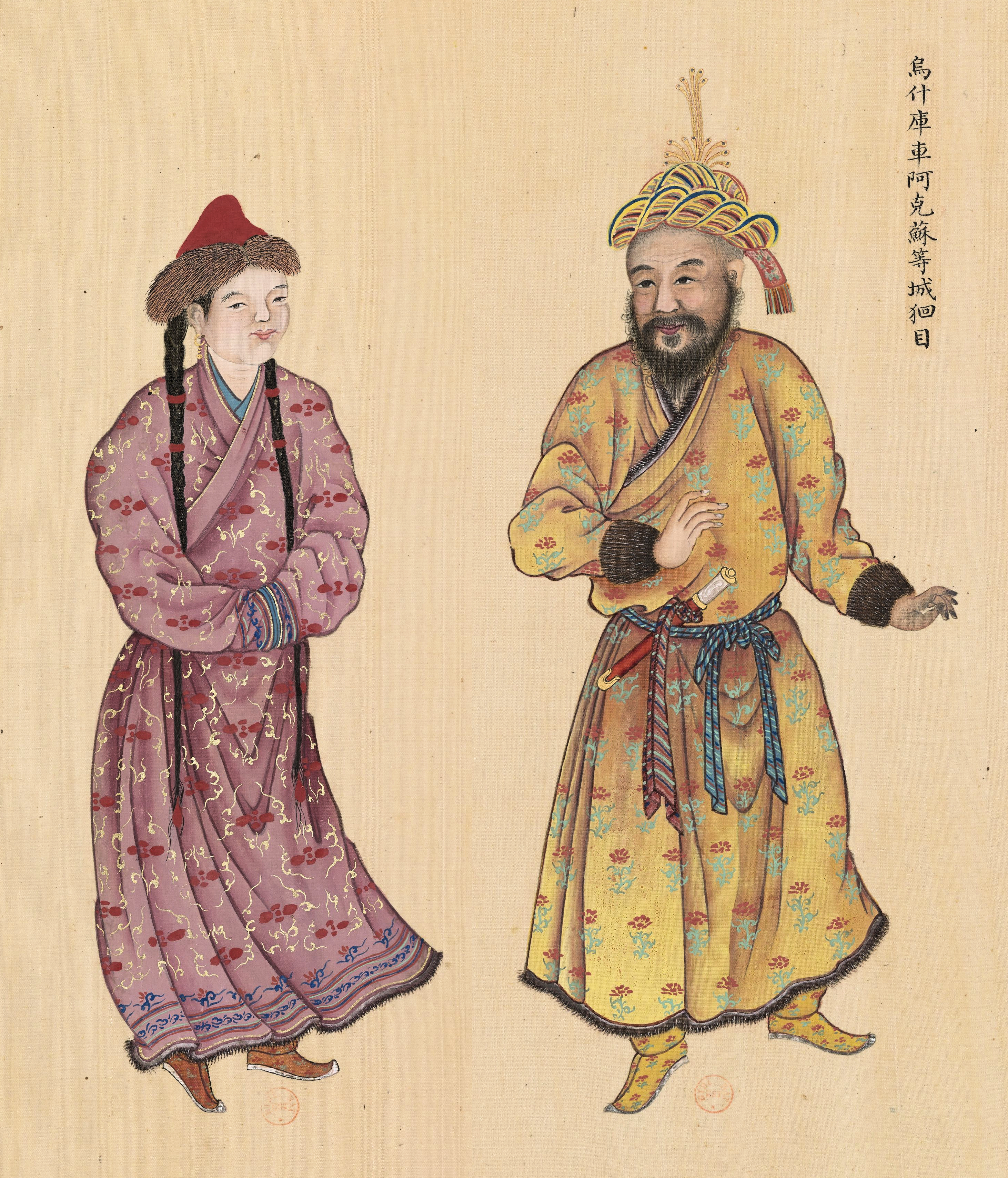
烏什庫車阿克蘇等城回目
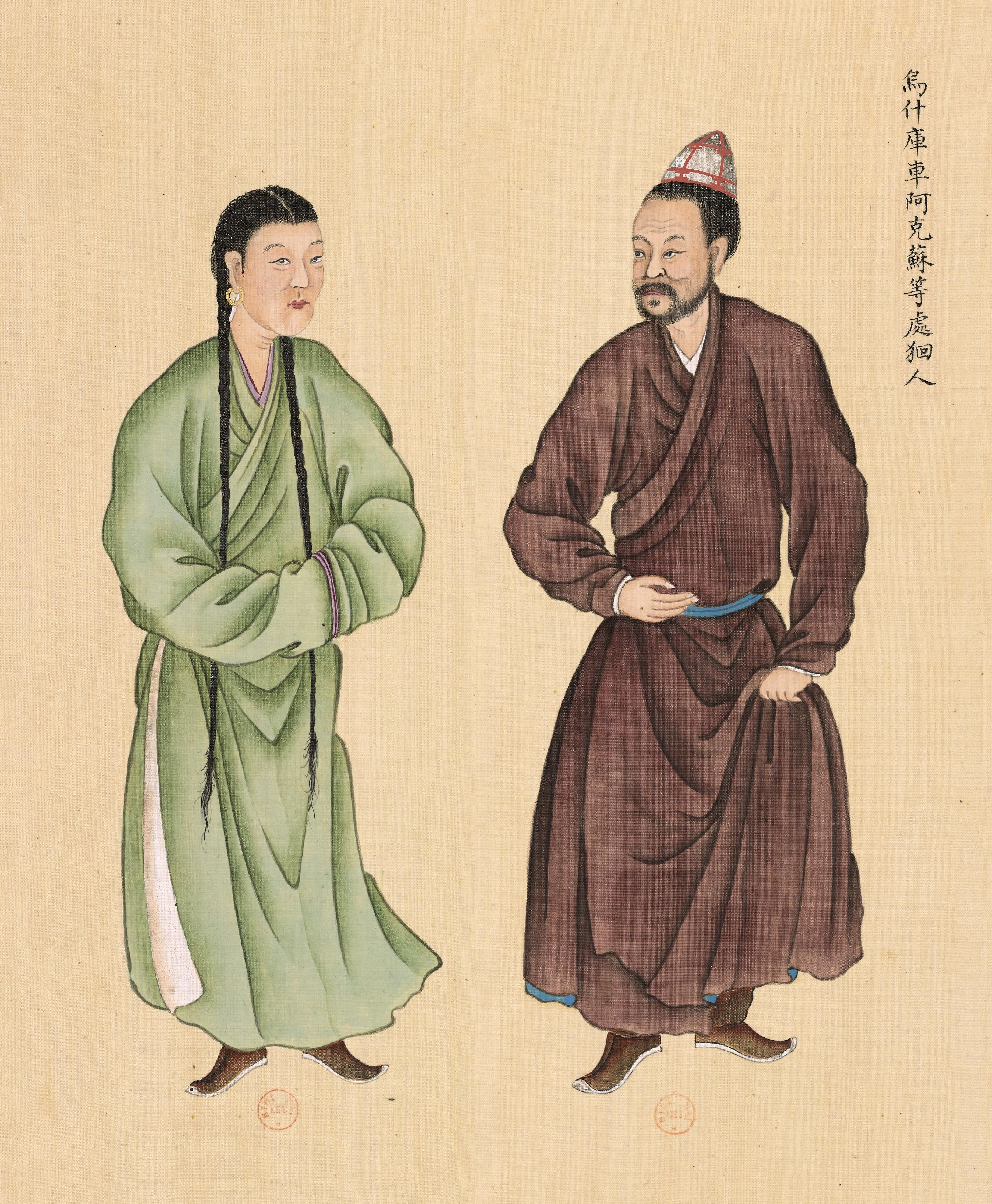
烏什庫車阿克蘇等處回人
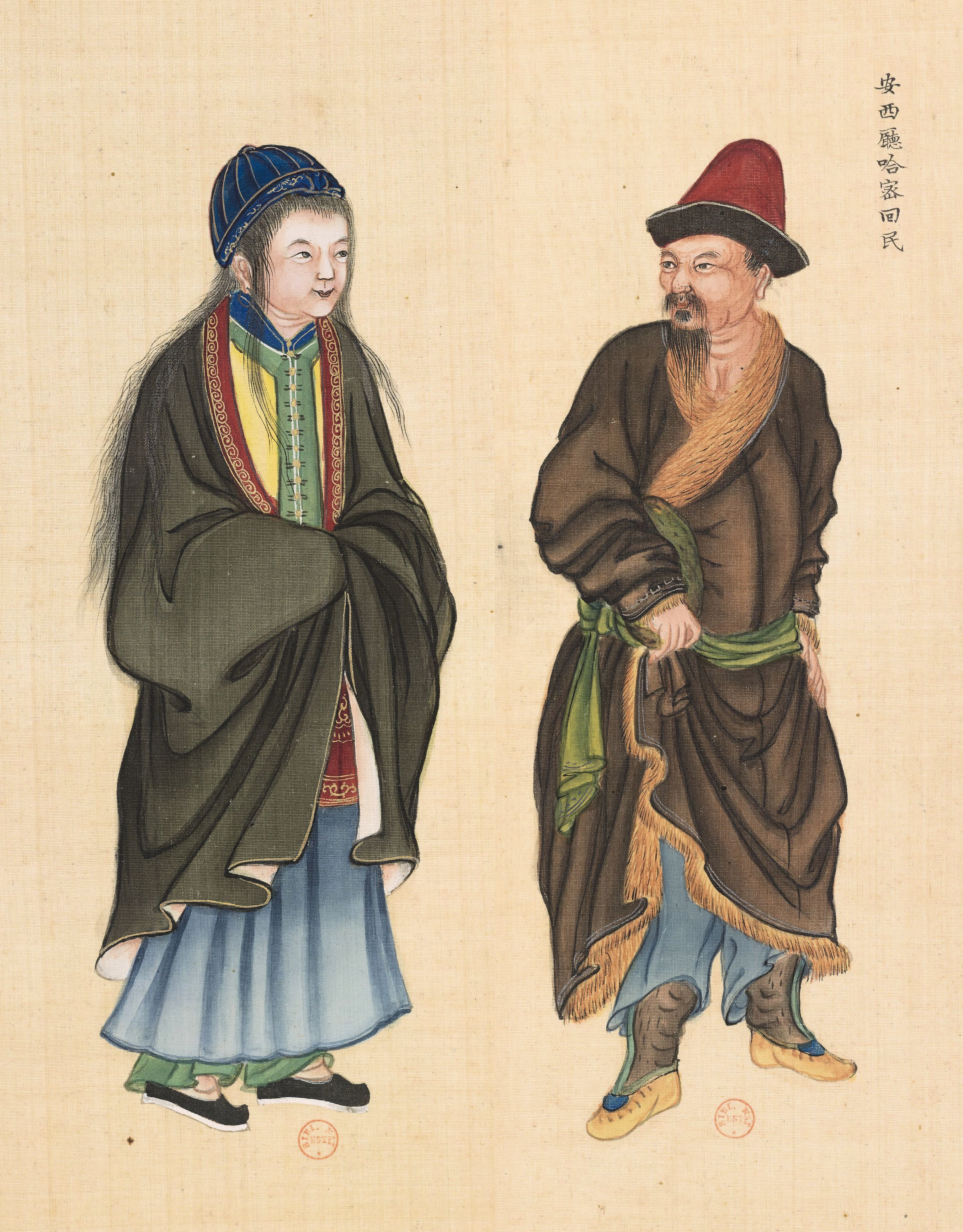
安西廳哈密回民
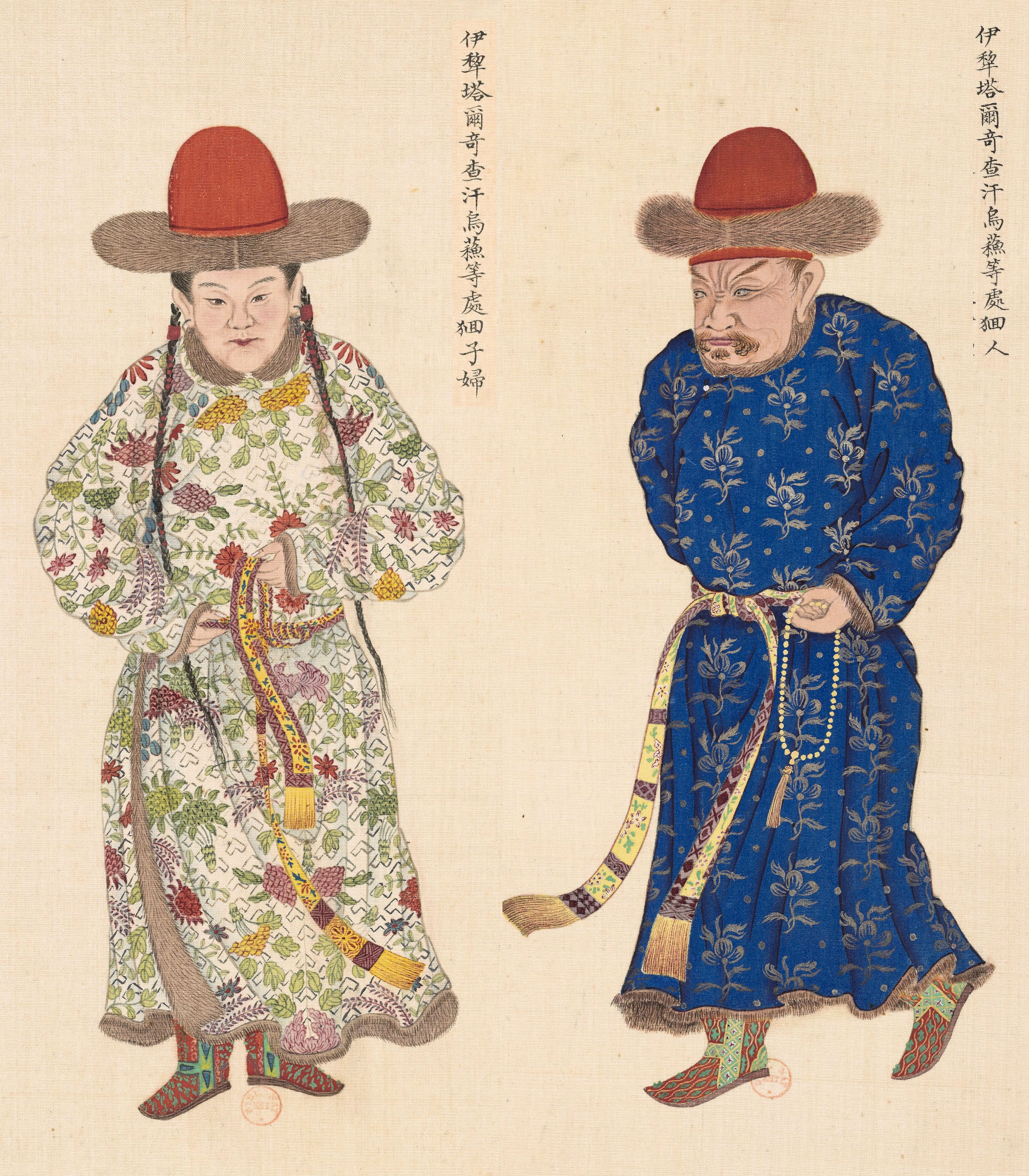
伊犂塔勒奇察罕烏蘇等處回人

### 近代
20世紀以前的历史上，各地维吾尔族群缺乏統一的近代民族意识，而是各自用本族群居住地附近的綠洲來稱呼自己。又因為這些部族都信仰伊斯蘭教（舊稱“回教”），维吾尔族先民被称为回人，其所在的新疆北部称回部。清廷编撰的《钦定西域同文志》中，称其语言为回语，文字为回文。回语（回文）即维吾尔语的前身察合台語:15。一般清代文書把他們稱為缠回，俄羅斯人則稱呼他們為布哈拉人和撒爾塔人。
20世纪早期，中亚从旧式社会向民族国家转化，当时在中亚知识分子中流行的泛突厥主义提出，将从安纳托利亚到新疆的所有使用突厥語族语言的民族视为一个整体的“突厥民族”，并据此成立一个穆斯林突厥斯坦国家。当时的部分回部精英接受了大量从奥斯曼帝国来的伊斯兰新式学校的老师，并逐渐接受了随之而来的泛突厥斯坦思想。为大力推广泛突厥思想，部分接受伊斯兰新式教育的回部精英在当时的文化机构、国家机关、报纸上大力推行维吾尔身份意识。同时俄罗斯帝国的韃靼族穆斯林改革分子发起扎吉德运动（Jadids），在新疆教授阿拉伯字母、同时传播泛突厥思想。一方面，传统的旧式小学Maktab（阿拉伯语“小学”）仍然存在并且是主流；但另一方面新式学校教育出的精英分子广泛接受了以土耳其、伊斯兰和俄罗斯世界为中心的民族国家思想，后来成为1933-1934年及1944-1949年试图建立“东突厥斯坦共和国”的主要力量。新式学校将历史、算术、地理从伊斯兰教学中分离出来，尝试减少伊斯兰教的影响，因此与宗教保守派人士发生冲突。新式伊斯兰学校这些把知识从神学中剥离的去神圣化活动，削弱了传统伊斯蘭文化的地位，并试图建立统一的“突厥民族”意識，植入新的泛突厥理论。
宗教保守派倾向于归顺于中华民国，多向新疆省政府寻求帮助，而作为中华民国新疆省政府主席的金树仁和盛世才则对新式回部精英们推崇的“维吾尔”意识时而支持，时而怀疑。一方面，盛世才主政期间的亲苏政策加强了新疆地区和“西突厥斯坦”的共同性：盛世才曾经和苏联结盟，并财政支援了一部分到西突厥斯坦留学的精英阶层的学生，直到1930年，盛世才每年都送出超过100名学生。另一方面，在西方留學的維族精英分子经由新式教育，思想上被近代民族主義思潮所吸引，於苏联加盟共和国中看到了激烈的政治辩论，他们学习马克思主义，参加学联，创作政治文章；从苏联归来的留学生，大多投身于“中亚身份”和“维吾尔民族”的塑造和推广运动。最后，苏联的政治影响力不断通過其在中亚同样信仰伊斯兰教的加盟共和国（例如哈萨克自治社会主义共和国）唤醒维吾尔族的民族意识；当苏联意图成立突厥斯坦苏维埃社会主义共和国的时候，維族精英对自身民族身份的讨论达到高潮。
1935年，盛世才同意采用“维吾尔”作为七河流域居民的官方名称；但根据当时报纸的情况，受教育程度較低的普通回部民众尚未广泛接受“维吾尔”作为一种身份，该词一定程度上仅代表部分回部精英阶层的意识。

### 名称
清朝灭亡后，新疆为拥护中华民国大总统袁世凯的漢族都督杨增新所统治。1928年金树仁成为新疆省主席后，哈密等地发生起义。1933年11月新疆喀什一帶成立东突厥斯坦伊斯兰共和国。新诞生的“共和国”尚未得到任何国家所承认，不久便为军阀马仲英所扑灭。1934年，新疆维吾尔文化促进会成立，该会呈请将族名恢复原名。1935年，新疆边防督办公署及新疆省政府发布关于将“缠族”名称改为“维吾尔族”的通令。1935年1月14日，巴楚县政府奉命张贴该通令。1930年代初，盛世才在新疆主政，對之以採取鐵腕政策。1944年9月，在伊犁、塔城、阿山三個地區爆發大規模起义，並于11月成立東突厥斯坦共和國。

### 现代

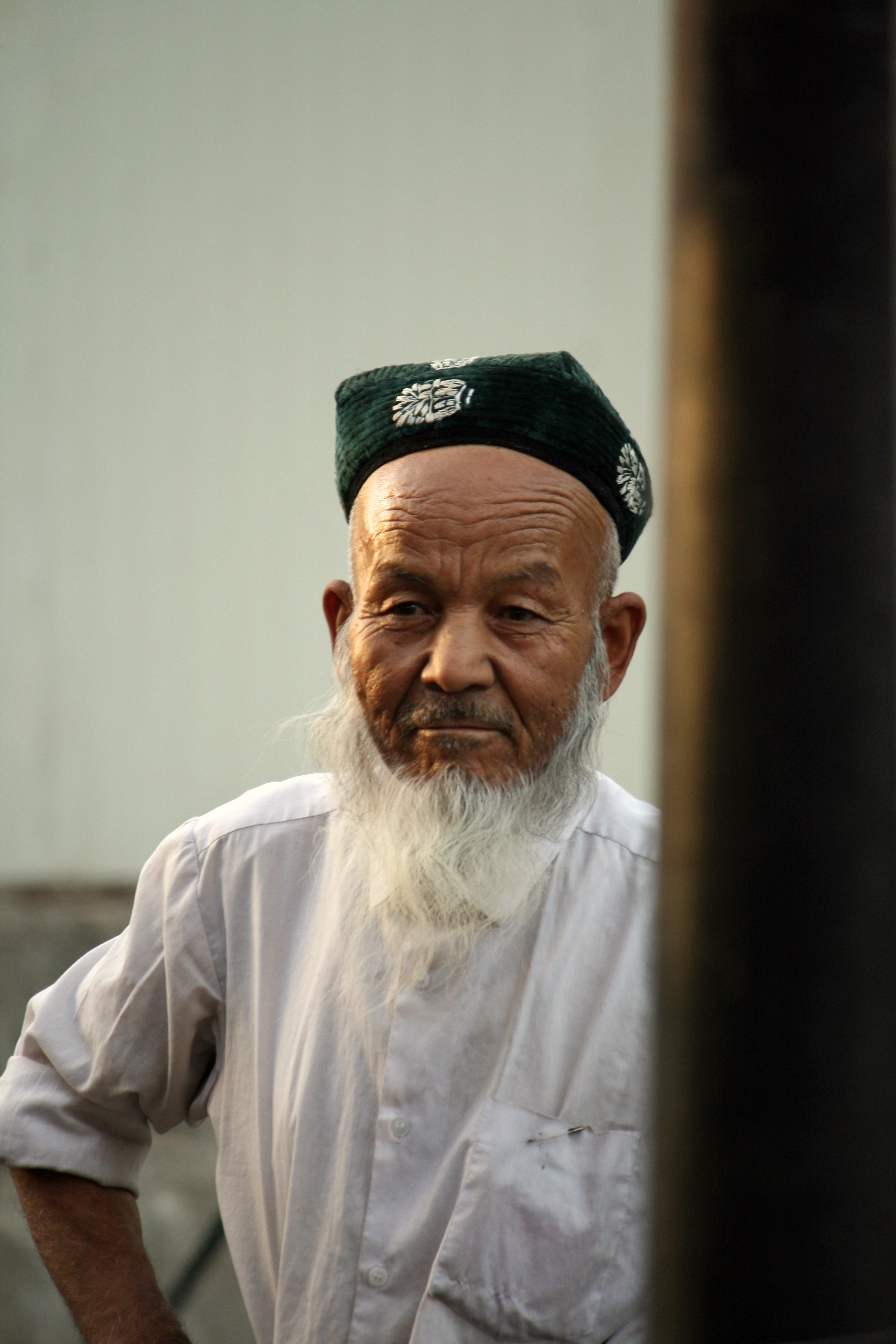
一名維吾爾男子，攝於新疆維吾爾自治區吐魯番市

1944年三区革命后，中国共产党势力进入新疆。1949年8月27日，應毛澤東邀請以阿合買提江·哈斯木為首的三区代表團赴北平出席會議，途徑蘇聯伊爾庫茨克外貝加爾湖地區上空時，飛機失事，全部遇難。9月，中华民国国军驻疆部队和新疆省政府相继倒戈，新疆和平解放。12月17日，新疆省人民政府與新疆軍區宣布成立。1955年10月1日，改新疆省为新疆維吾爾自治區。
1950年代，在部分维吾尔民族主义者被肅清以後，殘部流亡他鄉，后于2004年在美国成立東突厥斯坦共和國流亡政府，但未受到任何国家承认。中国共产党统治的前三十年（1949-1979年），是维吾尔意识兴起的重要时期，但那个时期的资料来源和相关研究十分缺乏。中华人民共和国政府基本上沿用了盛世才所承认的民族类别。維吾爾族内部如何传播这种新兴的民族国家思想则尚未得知。
自2017年以來，習近平當局采取大規模監控、加大逮捕力度、建立再教育營系統等強硬手段，估計關押了100萬維吾爾族人和其他穆斯林少數民族成員。
《紐約時報》在2019年根據流出的中國內部文件披露是中共中央總書記習近平親自下令興建新疆再教育營，世界多國也普遍批評再教育營嚴重侵犯維吾爾族的人權，指控習近平當局的行為構成種族滅絕。
2022年8月31日，聯合國人權事務高級專員蜜雪兒·巴舍萊在考察新疆後發表《新疆人權報告》，指新疆有嚴重侵犯人權情況，並認為中國當局虐待維吾爾族的指控可信。報告指出，中國政府對維吾爾族和穆斯林的待遇構成「危害人類罪」。聯合國人權辦公室在報告中提出建議，中國政府應廢除任何不符合國際標准的法律，迅速調查關於在拘留營地和其他拘留設施中侵犯人權的指控，包括關於酷刑、性暴力、虐待、強迫醫療以及強迫勞動和死亡報告的指控。聯合國秘書長古特雷斯認可新疆人權報告中的證據，希望中國當局改善。

## 人口
2010年至2018年，维吾尔族人口从1017.15万人上升至1271.84万人，增加254.69万人，增长25.04%，是中国第四大少数民族。
在維吾爾人的傳統居住地（新疆西南部）內，維吾爾族佔據著當地多數的人口，90%的維吾爾族在這裡生活。
土尔克人、艾努人、克里雅人等族群也被归入维吾尔族的分支。在海外他們主要生活在哈薩克等中亞國家和土耳其，少數生活在西亞和歐美。

### 中国境内人口
| 时间                 | 人口/万（精确到小数点后两位） |
| -------------------- | ----------------------------- |
| 1953年第一次人口普查 | 364.01                        |
| 1964年第二次人口普查 | 399.63                        |
| 1990年第四次人口普查 | 721.44                        |
| 2000年第五次人口普查 | 839.94                        |
| 2010年第六次人口普查 | 1006.93                       |
| 2020年第七次人口普查 | 1177.45                       |

### 中国各省分布
2000年第五次人口普查各省吾尔族人口列表(普查时点人口，单位：人)
| 位次 | 地区       | 总人口        | 维吾尔族人口 | 占维吾尔族 人口比重（%） | 占地区少数民族 人口比重（%） | 占地区 人口比重（%） |
|      | 合计       | 1,245,110,826 | 8,405,416    | 100                      | 7.98                         | 0.675                |
|      | 31省份合计 | 1,242,612,226 | 8,399,393    | 99.928                   | 7.98                         | 0.676                |
| G1   | 西北地区   | 89,258,221    | 8,349,683    | 99.337                   | 47.83                        | 9.355                |
| G2   | 中南地区   | 350,658,477   | 18,980       | 0.226                    | 0.06                         | 0.005                |
| G3   | 华东地区   | 358,849,244   | 11,040       | 0.131                    | 0.44                         | 0.003                |
| G4   | 华北地区   | 145,896,933   | 8,231        | 0.098                    | 0.09                         | 0.006                |
| G5   | 西南地区   | 193,085,172   | 6,363        | 0.076                    | 0.02                         | 0.003                |
| G6   | 东北地区   | 104,864,179   | 5,096        | 0.061                    | 0.05                         | 0.005                |
| 1    | 新疆       | 18,459,511    | 8,345,622    | 99.289                   | 76.08                        | 45.210               |
| 2    | 湖南       | 63,274,173    | 7,939        | 0.094                    | 0.12                         | 0.013                |
| 3    | 河南       | 91,236,854    | 4,623        | 0.055                    | 0.40                         | 0.005                |
| 4    | 北京       | 13,569,194    | 3,129        | 0.037                    | 0.53                         | 0.023                |
| 5    | 广东       | 85,225,007    | 3,057        | 0.036                    | 0.24                         | 0.004                |
| 6    | 辽宁       | 41,824,412    | 2,407        | 0.029                    | 0.04                         | 0.006                |
| 7    | 山东       | 89,971,789    | 2,386        | 0.028                    | 0.38                         | 0.003                |
| 8    | 江苏       | 73,043,577    | 2,213        | 0.026                    | 0.85                         | 0.003                |
| 9    | 四川       | 82,348,296    | 2,158        | 0.026                    | 0.05                         | 0.003                |
| 10   | 甘肃       | 25,124,282    | 2,131        | 0.025                    | 0.10                         | 0.008                |
| 11   | 河北       | 66,684,419    | 1,785        | 0.021                    | 0.06                         | 0.003                |
| 12   | 安徽       | 58,999,948    | 1,733        | 0.021                    | 0.44                         | 0.003                |
| 13   | 上海       | 16,407,734    | 1,701        | 0.020                    | 1.64                         | 0.010                |
| 14   | 广西       | 43,854,538    | 1,550        | 0.018                    | 0.01                         | 0.004                |
| 15   | 吉林       | 26,802,191    | 1,500        | 0.018                    | 0.06                         | 0.006                |
| 16   | 湖北       | 59,508,870    | 1,457        | 0.017                    | 0.06                         | 0.002                |
| 17   | 内蒙古     | 23,323,347    | 1,259        | 0.015                    | 0.03                         | 0.005                |
| 18   | 重庆       | 30,512,763    | 1,194        | 0.014                    | 0.06                         | 0.004                |
| 19   | 黑龙江     | 36,237,576    | 1,189        | 0.014                    | 0.07                         | 0.003                |
| 20   | 陕西       | 35,365,072    | 1,187        | 0.014                    | 0.67                         | 0.003                |
| 21   | 云南       | 42,360,089    | 1,161        | 0.014                    | 0.01                         | 0.003                |
| 22   | 贵州       | 35,247,695    | 1,149        | 0.014                    | 0.01                         | 0.003                |
| 23   | 江西       | 40,397,598    | 1,142        | 0.014                    | 0.91                         | 0.003                |
| 24   | 山西       | 32,471,242    | 1,084        | 0.013                    | 1.05                         | 0.003                |
| 25   | 福建       | 34,097,947    | 1,080        | 0.013                    | 0.18                         | 0.003                |
| 26   | 天津       | 9,848,731     | 974          | 0.012                    | 0.36                         | 0.010                |
| 27   | 浙江       | 45,930,651    | 785          | 0.009                    | 0.20                         | 0.002                |
| 28   | 西藏       | 2,616,329     | 701          | 0.008                    | 0.03                         | 0.027                |
| 29   | 青海       | 4,822,963     | 431          | 0.005                    | 0.02                         | 0.009                |
| 30   | 海南       | 7,559,035     | 354          | 0.004                    | 0.03                         | 0.005                |
| 31   | 宁夏       | 5,486,393     | 312          | 0.004                    | 0.02                         | 0.006                |
|      | 现役军人   | 2,498,600     | 6,023        | 0.228                    | 5.39                         | 0.241                |

### 新疆各地分布
| 地区     | 一普（1953） | 一普（1953） | 二普（1964） | 二普（1964） | 三普（1982） | 三普（1982） | 四普（1990） | 四普（1990） | 五普（2000） | 五普（2000） | 六普（2010） | 六普（2010） | 参考   |
| 地区     | 总量         | 占比         | 总量         | 占比         | 总量         | 占比         | 总量         | 占比         | 总量         | 占比         | 总量         | 占比         | 参考   |
| -------- | ------------ | ------------ | ------------ | ------------ | ------------ | ------------ | ------------ | ------------ | ------------ | ------------ | ------------ | ------------ | ------ |
| 乌鲁木齐 | 28,786       | 19.11%       | 56,345       | 9.99%        | 121,561      | 10.97%       |              |              | 266,342      | 12.79%       | 387,878      | 12.46%       | [ 55 ] |
| 克拉玛依 | 不适用       | 不适用       |              |              | 23,730       | 14.54%       | 30,895       | 15.09%       | 37,245       | 13.78%       | 44,866       | 11.47%       | [ 56 ] |
| 吐鲁番   | 139,391      | 89.93%       | 170,512      | 75.61%       | 294,039      | 71.14%       | 351,523      | 74.13%       | 385,546      | 70.01%       | 429,527      | 68.96%       | [ 57 ] |
| 哈密     | 33,312       | 41.12%       | 42,435       | 22.95%       | 75,557       | 20.01%       | 84,790       | 20.70%       | 90,624       | 18.42%       | 101,713      | 17.77%       | [ 58 ] |
| 昌吉     | 18,784       | 7.67%        | 23,794       | 5.29%        | 44,944       | 3.93%        | 52,394       | 4.12%        | 58,984       | 3.92%        | 63,606       | 4.45%        | [ 59 ] |
| 博尔塔拉 | 8,723        | 21.54%       | 18,432       | 15.53%       | 38,428       | 13.39%       |              |              | 53,145       | 12.53%       | 59,106       | 13.32%       | [ 60 ] |
| 巴音郭楞 | 121,212      | 75.79%       | 153,737      | 46.07%       | 264,592      | 35.03%       | 310,384      | 36.99%       | 345,595      | 32.70%       | 406,942      | 31.83%       | [ 61 ] |
| 克孜勒苏 | 不适用       | 不适用       | 122,148      | 68.42%       | 196,500      | 66.31%       | 241,859      | 64.36        | 281,306      | 63.98%       | 339,926      | 64.68%       | [ 62 ] |
| 伊犁     |              |              |              |              |              |              |              |              | 568,109      | 23.99%       | 667,202      | 26.87%       |        |
| 阿克苏   | 697,604      | 98.17%       | 778,920      | 80.44%       | 1,158,659    | 76.23%       | 1,342,138    | 79.07%       | 1,540,633    | 71.93%       | 1,799,512    | 75.90%       | [ 63 ] |
| 喀什     | 1,567,069    | 96.99%       | 1,671,336    | 93.63%       | 2,093,152    | 87.92%       | 2,606,775    | 91.32%       | 3,042,942    | 89.35%       | 3,606,779    | 90.64%       | [ 64 ] |
| 和田     | 717,277      | 99.20%       | 774,286      | 96.52%       | 1,124,331    | 96.58%       | 1,356,251    | 96.84%       | 1,621,215    | 96.43%       | 1,938,316    | 96.22%       | [ 65 ] |
| 塔城     |              |              |              |              |              |              | 36,437       | 6.16%        | 36,804       | 4.12%        | 38,476       | 3.16%        | [ 66 ] |
| 阿勒泰   | 3,622        | 3.73%        | 6,471        | 3.09%        | 10,255       | 2.19%        | 10,688       | 2.09%        | 10,068       | 1.79%        | 8,703        | 1.44%        |        |
| 石河子   | 不适用       | 不适用       | 不适用       | 不适用       |              |              |              |              | 7,064        | 1.20%        | 7,574        | 1.99%        |        |
| 阿拉尔   | 不适用       | 不适用       | 不适用       | 不适用       | 不适用       | 不适用       | 不适用       | 不适用       | 不适用       | 不适用       | 9,481        | 5.78%        |        |
| 图木舒克 | 不适用       | 不适用       | 不适用       | 不适用       | 不适用       | 不适用       | 不适用       | 不适用       | 不适用       | 不适用       | 91,472       | 67.39%       |        |
| 五家渠   | 不适用       | 不适用       | 不适用       | 不适用       | 不适用       | 不适用       | 不适用       | 不适用       | 不适用       | 不适用       | 223          | 0.23%        |        |
| 参考     |              |              |              |              |              |              |              |              | [ 68 ]       | [ 68 ]       | [ 69 ]       | [ 69 ]       | ——     |

## 基因遺傳

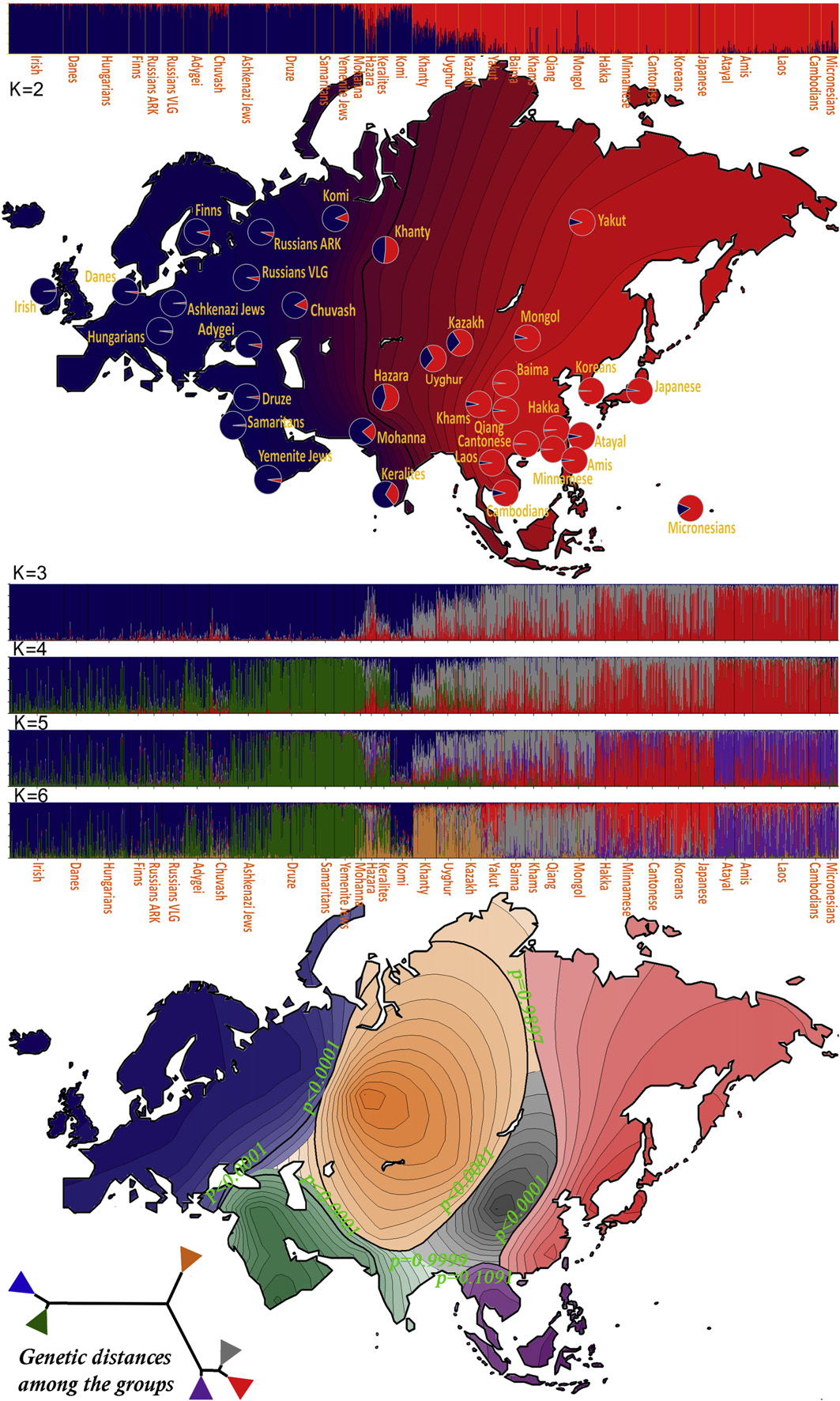
等高線圖和遺傳距離樹用顏色編碼以對應於結構圖。 集群成對比較的顯著性水平在相關邊界的 K = 6 等高線圖（底部）上給出

現代維吾爾族基因為來自於東亞的蒙古人種和高加索人種的多種民族混血，2008年的一份研究只採樣於來自和田地區的維吾爾人，發現有60%左右的歐洲或西亞遺傳基因，以及40%左右的東亞/西伯利亞基因。進一步的研究發現略多一點的歐洲/西亞基因（52%）在南疆地區，而北疆地區的維吾爾族只有47%左右歐洲/西亞基因。另外一份2009年的研究使用更大範圍的抽樣數據，發現維吾爾族有更高的東亞基因達到70%，而歐洲/西亞基因的比例在30%左右。
一份2017年的基因分析，從新疆14個不同地區的951份維吾爾人基因裡，發現了一個從西南到東北由天山形成的一個自然屏障構成的基因组成的區别，從東到西來自這兩組的基因比例逐漸增加：來自歐洲的為25%到37%，來自南亞的為12-20%，另一方面來自西伯利亞的基因出現相反的趨勢，從17%到15%，來自東亞祖先的基因也是如此，從47%下降到29%。
這也反應了3750年前古代定居的趨勢，從距今4000到2000年前的呈現歐羅巴人種（白種人）特徵的塔里木木乃伊，到距今750年前的近代移民。这些分析说明了維吾爾人更接近於中亞國家的人種，緊跟着是東亞、南亞和西歐的人種基因。維吾爾人呈現出豐富的基因多樣性，但是同時維吾爾族内部的基因區别小於對比於其他種族時的外部區别。
維吾爾族人類Y染色體DNA單倍型類群有：單倍群O、單倍群C、單倍群Q、單倍群N、單倍群L、單倍群H、單倍群R、單倍群K、單倍群J等。
從基因圖譜可看出維吾爾人的主要族源大致來自於五個方向：
- 漢人、蒙古人和西藏人的基因（32%）：這組基因裡面包含了東亞-東南亞基因（13.5%）、東北亞-澳基因（7%）、新幾內亞基因（6%）、西藏基因（5.5%）。這四種基因明顯表示 來自塔里木河流域的東邊 。這其中佔到26.5%的漢人——蒙古人基因，表明了自古來往於東西方絲綢之路的漢族商人、駐守邊疆的漢族軍隊後代，歷代在新疆屯墾戍邊的漢人，蒙元時期的大量的侵入塔里木河流域地區的伊斯蘭化蒙古人，有很大一部分已經融合到了維吾爾族的基因內。藏人基因則是唐朝末年的吐蕃侵入時期形成的。在哈密、吐魯番、庫爾勒直到阿克蘇、拜城一線，越靠近漢地的維吾爾族，很多身材、長相和漢人與蒙古人相似。
- 草原民族人種和突厥人基因（25.5%）：這組基因裡面包含了北亞基因（21%）、突厥基因（4.5%）；是維吾爾族形成的主源民族來源。阿爾泰基因為歷史上游牧於漠北和阿爾泰山一帶的北方游牧民族的主要基因成份。維吾爾族的語言維吾爾語屬於阿爾泰語系突厥語族葛邏祿語支，只能證明突厥語族族群在向塔里木河流域南遷時，正值維吾爾族族尚未形成的時期，突厥人在語言上對塔里木盆地的土著居民產生了處於統治地位的先入為主的強勢影響。
- 歐洲基因（17%）：這組基因可能來自史前時代進入新疆的原始印歐語人群，是古籍中說的塞種人，屬於原始印歐人，為維吾爾族基因內高加索人種（白種人）基因來源之一。這一基因組弱於北來的阿爾泰基因，也許說明當時的塔里木河流域的土著居民從人口總數上要相對少於南遷的回紇和中後期融入的漢人和蒙古人的數量。
- 阿拉伯基因：這組基因和西亞、中亞各民族的流入與維吾爾族的伊斯蘭化有關。
- 斯里蘭卡基因（5%）：這組基因比例超過了印度的印歐語人的斯里蘭卡基因比例（3.5%），可以推斷為，在阿爾泰基因人種尚未進入塔里木盆地的時期，有一定數量的斯里蘭卡基因人種，率先通過克什米爾或是帕米爾進入到了塔里木河流域。其後更大數量的阿爾泰基因人種侵入到了克什米爾和南亞次大陸，中斷或減緩了斯里蘭卡基因人種的北上，才造成了這種塔里木盆地維吾爾族的斯里蘭卡基因比例高於印度的印歐語人的斯里蘭卡基因比例的北高南低現象。這與早期歷史上雅利安人種從南亞次大陸的西北方大量侵入印度次大陸的歷史過程是相吻合的。

## 服飾
維吾爾族人生活受古西域，以及外来的波斯文化及伊斯蘭文化影響，服飾以毛織而成，圖案豐富多運用幾何紋樣。作为穆斯林，維吾爾婦女歷來与周边地区的穆斯林妇女一样，在外出时會穿戴稍微保守卻又色彩繽紛。近代以来，由于受到西方和蘇俄的影响，年纪较大或南疆部分地区维吾尔族人大多喜好穿着西式服装并配以花帽（朵帕）、头巾等装饰品以表明民族身份。維吾爾女性则喜歡穿戴艳丽的头巾，喜愛“艾德莱丝绸”縫製的鲜艳色彩的連衣裙。男子愛穿豎條花布，“拜合衫綢”製作的無領外衣，全族都有戴“花帽”习俗(冬季戴羊皮帽)。
文化大革命结束后，隨著中国政府对宗教信仰的解禁，伊斯兰教在新疆得到極大的復興，部分維吾爾族婦女恢復在家庭以外不露臉的所謂伊斯蘭传统，並穿戴在穆斯林世界的常見蓋頭（希賈布）。但同時，由于西亞的伊斯蘭教瓦哈比派和薩拉菲派的積極傳入，源自阿拉伯半岛的遮蓋全身以及面部的伊斯蘭極端服飾尼卡布和布爾卡反而在部分保守的維吾爾族婦女中流行起來。而中國西北的伊斯兰教宗教势力在1980年代以后的复兴，与其他信仰伊斯兰教的穆斯林民族类似，要求女性穿着保守成为穆斯林社群的准则。21世纪，是否禁止女穆斯林蒙面成为全球性的话题。同样在中華人民共和國，也逐漸成為一個有爭議性的話題。

## 飲食
維吾爾人以饢（nan）為主食，也食用甜瓜等水果。
常飲用磚茶、奶茶、玫瑰花茶，有節日時，會用抓飯招待訪客。
- 羊肉串（kawap）：將肉類、蔬菜等食材用簽子穿成串後炙烤，在中東、南亞、中亞等多地均非常流行。
- 拉條子（leghman），又稱拌面、拉面，是維吾爾的主食之一。通常選用精白麵加水和制，麵團要軟硬適度，太軟、太硬都不行，麵團要多揉，揉出筋道。然後切成細條搓圆后拉開入沸水煮熟即可食用。拌面的菜可根據個人的喜好選擇。維吾爾人最喜歡吃的拌面菜是“過油肉”：選用羊肉或牛肉揉入淀粉過油，加青椒、番茄、洋蔥或蒜炒熟佐面。則紅、綠、白相間，香辣可口。另外还有土豆丝拌面、野蘑菇拌面等。
- 烤包子（samsa），是比較普遍的維吾爾族食品，大多數為矩形，也有菱形或其他不規則形状。由麵粉做皮包裹，並以羊肉，洋葱为主要餡料烘焙出來的食品。
- 大盤雞源于新疆沙灣縣，是一種具有地域特色的食品，主要用雞肉、麵條、馬鈴薯、辣椒製作的一道菜品。將處理乾淨的雞剁成小塊，馬鈴薯去皮切片。調料可以有鹽、薑、蒜、蔥、花椒、辣椒，根據口味自選。

| - 饢 - 抓飯 - 烤串 - 拉條子 - 大盤雞 |

## 姓名
歷史上，贵族以外的维吾尔人是没有姓氏的，而維吾爾貴族階層已在時代的洪流中消亡，故此現在維吾爾族已幾乎完全沒有姓氏的存在。維吾爾人與大部分伊斯蘭民族一樣採取父名制，其全名由本名和父名組成，本名在前，父名在后。比如著名維吾爾族主持人尼格買提·熱合曼，「熱合曼（Rakhman）」是他父親的名字，而「尼格買提（Neghmat）」則是他本人的名字，他的兒子會採用「尼格買提（Neghmat）」這個名字作为父名。與其他伊斯蘭民族不同，維吾爾人的本名和父名之間並不會加ibn、bin或abu等介詞，而是直接把父名放在本名後面。
與新疆維吾爾族不同，中亚各国的维吾尔人由于受到苏联统治的影响，多已採用固定姓氏，如已故俄罗斯維吾爾族流行歌手「木拉提·纳斯洛夫」（Murat Nasirow）和其父「司馬義·納斯洛夫」（Isma'il Nasirow），均以「納斯洛夫」作为姓氏。现代中国境内的少数维吾尔人也会采用固定姓氏，如曾任新疆维吾尔自治区人民政府主席的雪克来提·扎克尔，其祖父名叫“凯吾尔·扎克尔”，父亲名叫“阿不都拉·扎克洛夫”（曾留学苏联，受苏联影响采用了俄化姓氏）。
而中国河南、湖南等地的回鹘人后代早已汉化，使用汉族姓氏，如翦伯赞等。

## 文化

### 語言文字

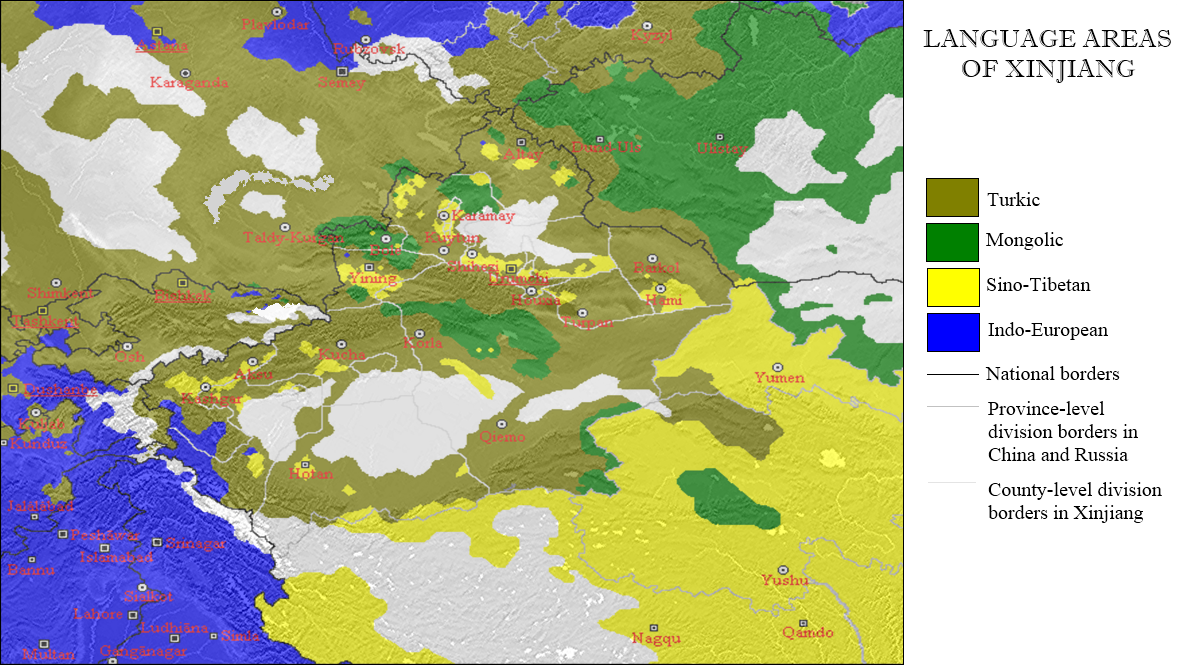
新疆各語系分佈，維吾爾語屬於突厥語系葛邏祿語支

維吾爾族使用的維吾爾語屬突厥語族葛逻禄语支。維吾爾的祖先回鹘人使用回鹘文字母。喀喇汗王朝时期，随着伊斯蘭教国教地位的确立，大规模的文化转型使得这一时期的突厥文开始使用阿拉伯字母来拼写，但高昌地区未改宗伊斯兰教的回鹘人一直使用回鹘文至15～16世纪。
中國新疆是大多維吾爾族的居住地，於1949年後，文字改革開始活躍。一度蘇聯語言學家曾試圖將維吾爾，哈薩克，吉爾吉斯，蒙古，錫伯等文字西里尔字母化。但隨著中蘇關係的破裂，而流產。1959年的冬天，一個以拉丁文為基礎的新文字（新維文）草案浮出水面，並被新疆維吾爾自治區採用。1960到1964，開始實驗，之後在全自治區推行。1982年9月，自治區又恢復使用以阿拉伯字母為基礎的老維文（UEY），並對其進一步完善。
2000年開始，由新疆大學發起制定了一套以拉丁字母為基礎的拉丁維文（ULY），但與會方強調這套方案僅僅適用於計算機領域。
在哈薩克斯坦等前蘇聯國家居住的維吾爾人使用一套以西里爾字母為基礎的維文（USY）。
| 三種不同字母體系的維文： | 三種不同字母體系的維文：                                 |
| ------------------------ | -------------------------------------------------------- |
| 拉丁維文 ULY             |                                                          |
| 老維文 UEY               | ئۇيغۇرچە ئۇنىكود ئاساس قىلىنغان تېكىست كىرگۈزۈش رامكىسى. |
| 西里爾維文 USY           |                                                          |

#### 電腦输入问题
Unicode的到來和電腦的普及,不但解決了老维吾尔文的  問題，同時也將拉丁维吾尔文在互聯網上廣泛應用。中國新疆大學和維吾爾計算機科學協會（UKIJ）等致力於维吾尔語軟體的開發，以及維語電腦標準化的制定，目前初見成效。

### 神話
維吾爾族的文化深受伊斯蘭教的影響，神話自然也不例外，但是由於伊斯蘭教傳入時間較晚，因此仍存在著未受神話所影響的神話故事。自唐代約七、八世紀時伊斯蘭教即由西域傳入，因此維吾爾族的傳說故事多受其影響，不過在此之前的神話故事較可以發現的是薩滿信仰的影響。維吾爾族的代表神話有《女天神創世神話》、《頂地球的公牛》等。值得注意的是，在《女天神創世神話》裡，既有受到伊斯蘭文化影響的版本，也有未受到伊斯蘭文化影響的版本。

### 文學

#### 簡介
維吾爾地處古絲綢之路的交通要道，受多種文化的影響，是各種文化的交匯點，理所當然地表現出多樣性。先後湧現出了一大批經典的古典文學，流傳至今的有《烏古斯可汗傳》、《福樂智慧》、《突厥语大词典》、《真理的入門》等。以及很多民間作品，如著名的“阿凡提笑話”。詩歌在維吾爾文學中佔有優勢地位，並出現了不少優秀的作品和著名詩人。如14世紀的詩人尤素甫·賽喀克的抒情短詩和15世紀詩人鲁提菲的抒情短詩和長詩《花兒與春天》等。
17世紀末至18世紀初，維吾爾族文學史上又出現了三個抒情詩人：赫爾克提、翟梨裏和諾比提。19世紀中葉，在維吾爾族文學史上出現了反抗满清封建統治的詩篇和歌謠，同時提出發展教育、向愚昧挑戰、學習科學等極為進步的口號。代表人物就是阿布都哈里克·維吾爾。

#### 《突厥語大詞典》
《突厥語大詞典》是一本出自11世紀的突厥語詞典。 在1072-74年，突厥學者麻赫穆德·喀什噶里研究了當時的突厥语，然後寫了這本書。《突厥語大詞典》是第一本詳細地記錄突厥語的詞典。這本書是寫給巴格達地區的哈裏發國的人看的。因為，當時說突厥的民族建立了塞尔柱王朝並且統治了這個地區，所以作者麻赫穆德便寫這本字典給當地的人學習突厥語。這本字典同樣收錄了用古突厥語寫成的詩歌。字典中的詩歌大多數是四行詩，也包括了當時主要的詩歌題材：史詩，牧歌，說教的訓話，抒情詩和哀歌。在用了15年時間研究語言學之後，麻赫穆德去了巴格達。巴格達是當時的伊斯蘭中心和哈裏發國的首都。[巴格達，他和著名的學者、語言學家交流，向前賢們請教。1072年2月25日，麻赫穆德·喀什噶里開始了他一生中最輝煌的事業，經過四次反復編纂充實和完善，1077年1月9日，《突厥語大詞典》這部經典巨著終於面世了。這部語言學巨著，不僅得到了阿拔斯王朝二十七世哈里發奧布林凱西姆·阿布杜拉的獎勵，還在當時就產生了相當廣泛的影響。後來，突厥歷史學家Ali Amiri也編輯過這詞典。
《突厥語大詞典》的75000條詞目是西元11世紀生活在中亞地區人民的生活百科全書。麻赫穆德·喀什噶里用生動的實例闡釋了這些詞目的詞源和使用，同時指出了11世紀維吾爾族和其他突厥語族的語言、以及各個方言的區別，說明了語法、語音規則。《突厥語大詞典》還詳細地介紹了突厥語的有關部落的歷史知識。當時，伊斯蘭哲學觀佔有統治地位。但是麻赫穆德·喀什噶里沒有局限於單純的宗教思想，儘可能還原當時突厥民族的歷史原貌。《突厥語大詞典》敍述的事件和阿拉伯、波斯旅遊者的記錄以及漢文史書上的記載，基本吻合。在用阿拉伯語寫作的學者中，關於中亞民族的記載，麻赫穆德·喀什噶里是唯一的不依賴書本而且是在生動事實和傳說的基礎上嚴肅求證的人。總而言之，百科全書《突厥語大詞典》講述了黑汗時代的物質和精神生活。

#### 《福樂智慧》
哲理長詩《福樂智慧》有著語言，文化、藝術、法律、天文學、倫理道德、文化人性論、哲學等多方面的知識和價值。

#### 近代詩歌
由於近代維吾爾湧現出了一批傑出的民族詩人，其中的代表人物為詩人阿布都哈裏克·維吾爾，詩人努甫拉·穆塔里甫。80年代，新疆的文學工作者搜集和整理，出版了《阿布都哈力克·維吾爾詩歌集》。為了紀念努甫拉·穆塔里甫，1952年新疆人民出版社用維吾爾文首次出版了他的詩集《愛與恨》。1962年，新疆天山電影製片廠拍攝了以努甫拉·穆塔里甫的生平、文學創作和革命活動為情節的故事片《遠方的星火》。紀念他的歌曲“Salam Lutpulla”（努甫拉），被歌手艾斯卡爾（灰狼）在90年代重新演繹。
「觉醒（Oyghan，節選）」
作者：阿布都哈裏克·維吾爾
1921年於吐魯番
嘿，困苦的維吾爾，觉醒！你也该睡够了，
你已一无所有，再这样就是走向毁灭～
你要是不从灭亡中自救，
啊，你的境况危险，境况危险～
原文：
Hey, péqir Uyghur, oyghan, uyqung yéter,
Sende mal yoq, emdi ketse jan kéter,
Bu ölümdin özengni kutkuzmisang,
Ah, séning haling heter, haling heter.

### 庆典文化
麦西热甫（維吾爾語：مەشرەپ‎）又称麦西来甫，是维吾尔族的一种含舞蹈的一系列传统表演艺术。麦西热甫源自阿拉伯语，维吾尔语意为“聚会、场所”，是古代维吾尔族先民祭祀、祈福、庆典活动的遗存和发展。2010年11月15日，经正在内罗毕举行的联合国教科文组织保护非物质文化遗产政府间委员会第五次会议审议通过，麦西热甫被列入2010年《急需保护的非物质文化遗产名录》，意即麦西热甫的存续状况受到威胁，需制订专门计划进行急需保护。

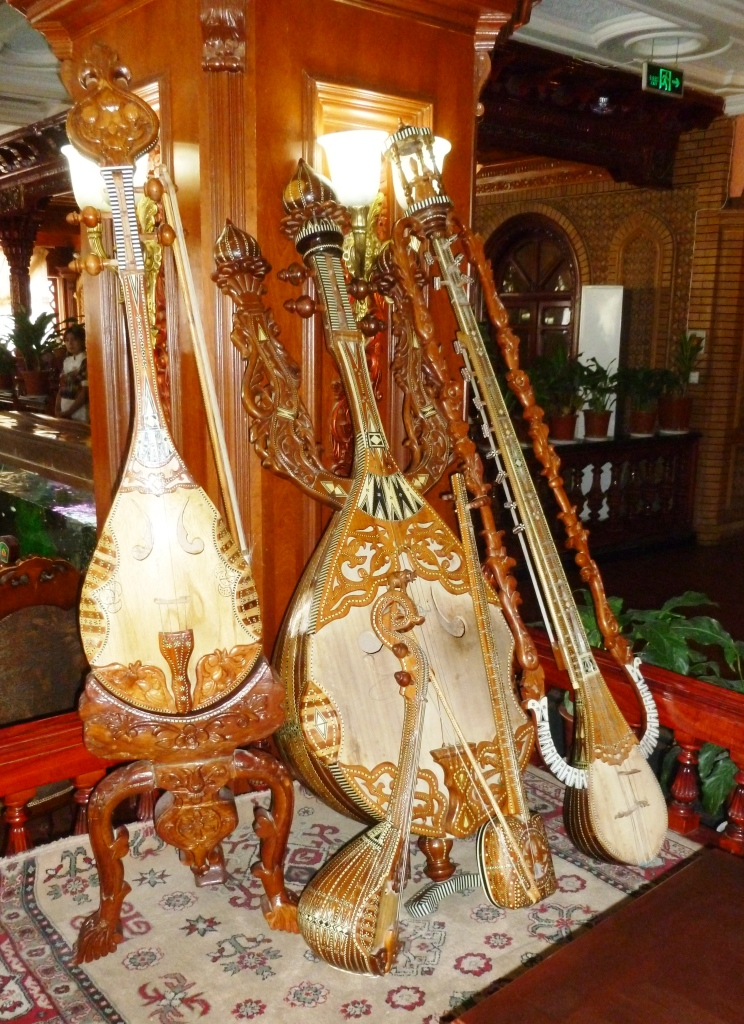
麦西热甫会用到的维吾尔乐器

### 音樂

#### 維吾爾傳統音樂
維吾爾地區的音乐也为古代西域文化的传承。

##### 維吾爾木卡姆
“木卡姆”是中亞、南亞、西亞、北非及整個伊斯蘭文化圈內擁有的一種樂舞形式。“木卡姆”這個詞源於阿拉伯語。在現代維吾爾語中，這個詞有廣、狹兩個含義，廣義指一種大型古典歌舞套曲，狹義則指以散板形式維吾爾木卡姆，他被譽為“維吾爾音樂之母”，源於民間，是融合維吾爾民歌、器樂、說唱、歌舞於一體的大型歌舞套曲形式。維吾爾木卡姆與其他國家的木卡姆相比，數量最多，藝術形式完整，為世界所矚目。
椐今新疆和田學者毛拉·伊斯邁托拉·穆吉孜的《樂師傳》 （1893）記載，木卡姆形成於15到16世紀。維吾爾木卡姆按流行地區和風格特色，可分為南疆木卡姆、北疆木卡姆、刀郎木卡姆、哈密木卡姆、吐留番木卡姆等等多種。每一種木卡姆有六至十二套。人們常說的十二木卡姆，是指南疆木卡姆，是由十二部大型古典套曲組成，每一部套曲又包括“窮乃合曼”、“達斯坦”和“麥西熱甫”這三個大部分。“窮乃合曼”從散板序唱開始進行，緊接是慢速的太孜，到熱烈的賽乃姆和大賽勒克，末尾以輕快的太喀特結束，其中有歌曲和舞曲，各曲間有間奏曲。“達斯·坦”由三到六首敍事歌組成，曲間有完整的間奏曲，音樂由慢而快，曲調相當流暢。“麥西熱甫”由三至六首節拍不同的舞蹈歌曲組成，曲間無間奏曲，情緒熱烈而奔放。十二木卡姆共有歌曲、樂曲260首，全部演唱一遍需要二十多個小時。伴奏樂器有薩它爾（主唱者自拉自唱）、彈布林、熱瓦甫、都它爾、丈介克、卡龍、小手鼓等等。

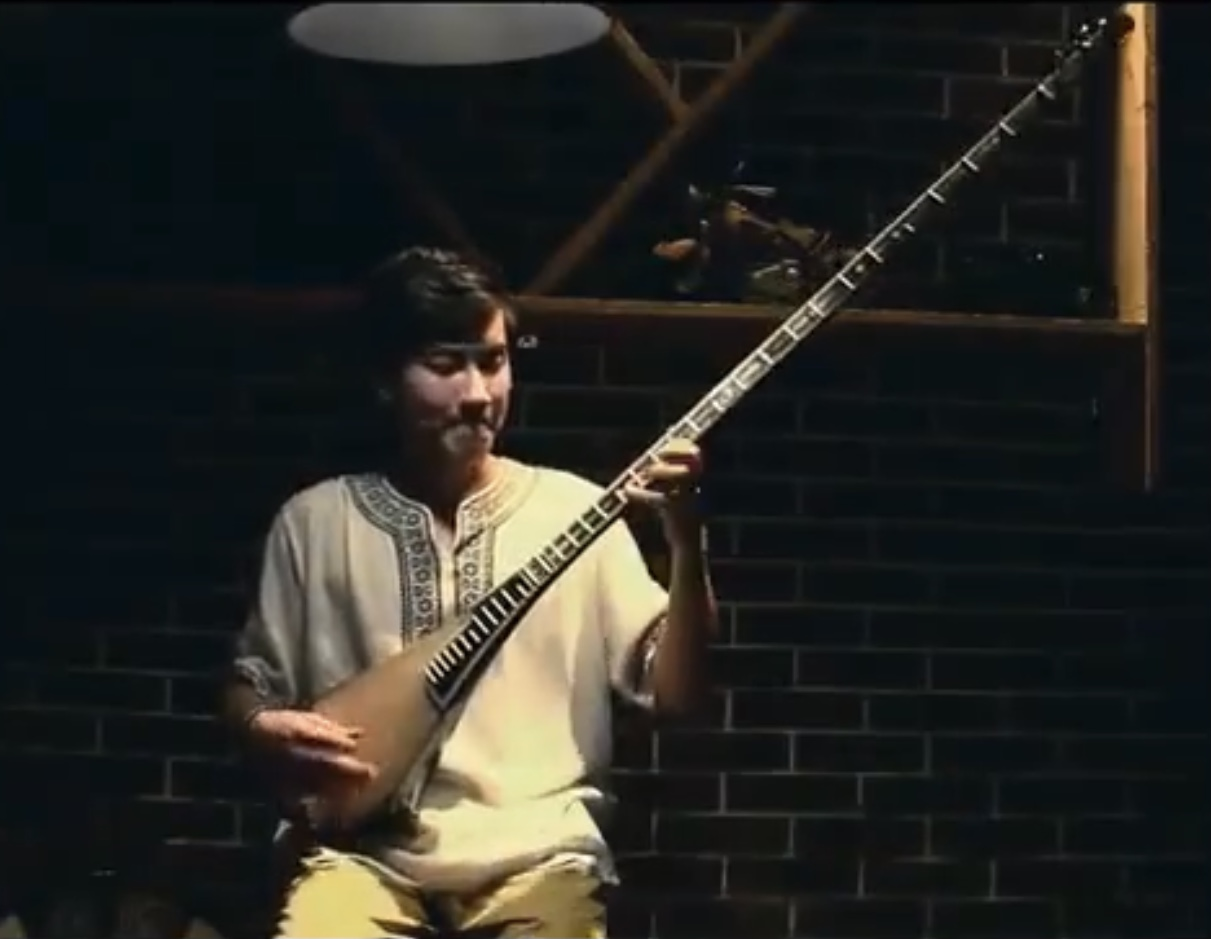
弹奏維吾爾鼓的艺人

北疆木卡姆，是19世紀由南疆傳入，也有12套。除沒有“窮乃合曼”之外，結構與南疆木卡姆相同。音樂比較明快，主演唱者用彈布林或者薩它爾。而哈密木卡姆流行於東疆的哈密地區。與南、北疆木卡姆相比較，風格結構不盡相同。它由短小的散序起唱，接著演唱系列短小的歌曲和歌舞曲，無間奏曲。它也有十二套，稱哈密十二木卡姆。其伴奏樂器有哈密艾介克（似中胡）、刀郎熱瓦甫、手鼓等。全部歌曲有262首，從頭演唱一遍約需12個小時。
木卡姆唱詞，一些為古代名人詩作，每行15個音節，基本表現人民熱愛生活，批判黑暗，嚮往幸福；另一類來自民間藝人，每節4句，每句7個音節，內容多反映愛情和生活。

##### 刀郎藝術
刀郎是喀什地區麥蓋提、巴楚、莎車的一種文化現象。刀郎舞稱刀郎賽乃姆，音樂稱刀郎木卡姆。刀郎舞是一種禮俗性舞蹈，逢節日喜慶，人們都要跳刀郎舞。開場時唱散板序歌，不舞。接著按嚴格的程式歌舞：奇克提麥(6／8)、賽乃姆<4／4)、賽乃克斯(2／4)、賽勒瑪(2／4)，跳刀郎舞的時候，人們要圍圈席地而坐，男女相對起舞，動作粗獷、豪邁。音樂由慢變快，舞蹈由兩人對跳變為集體舞。隨後出現雙人競技性旋轉表演。刀郎舞的唱詞，有表現狩獵、打仗和生產勞動的，也有反映愛情生活。歌腔高亢激越。伴奏樂器有刀郎熱瓦甫，刀郎艾介克、卡龍、小手鼓等。

#### 民歌
維吾爾族民歌和木卡姆有近似的情況。由於地理環境等多種因素不同，各地維吾爾族民歌風格有著明顯的不同。伊犁民歌多抒情；哈密民歌多簡短明快；喀什民歌多奔放粗獷。維吾爾歌手演唱常有樂器伴奏。北方歌手喜用都它爾和彈布尔；哈密歌手喜用哈密艾介克；南方歌手喜用喀什熱瓦甫。民歌的音階、調式方面，南疆大部分地區的民歌運用七聲音階或多於七聲的音階，有不一般的感受。東北地區有不少民歌運用五聲、六聲音階。
維吾爾族說唱音樂形式多樣，十分活潑，在人民生活中影響廣泛。它主要有達斯坦、柯夏克等。
達斯坦有兩種類型，分別為長篇和短篇。長篇多說唱帶故事情節的內容，曲調通常由上下句組成，多數沒有有拖腔。演唱者可根據唱詞內容靈活壓縮或擴展樂句，比較自由。短篇達斯坦，通常反映新鮮事物或愛情。音樂多方整結構，旋律性強，有的唱腔直接採用民歌，歌詞七詞一句，四句一首。伴奏樂器，南疆用熱瓦甫，北疆、東疆用都它爾。柯夏克是由藝人自彈白唱有一種民間彈唱形式。它用一段曲調演唱多段唱詞，內容有愛情和對社會不正之風的諷刺等。

#### 器樂

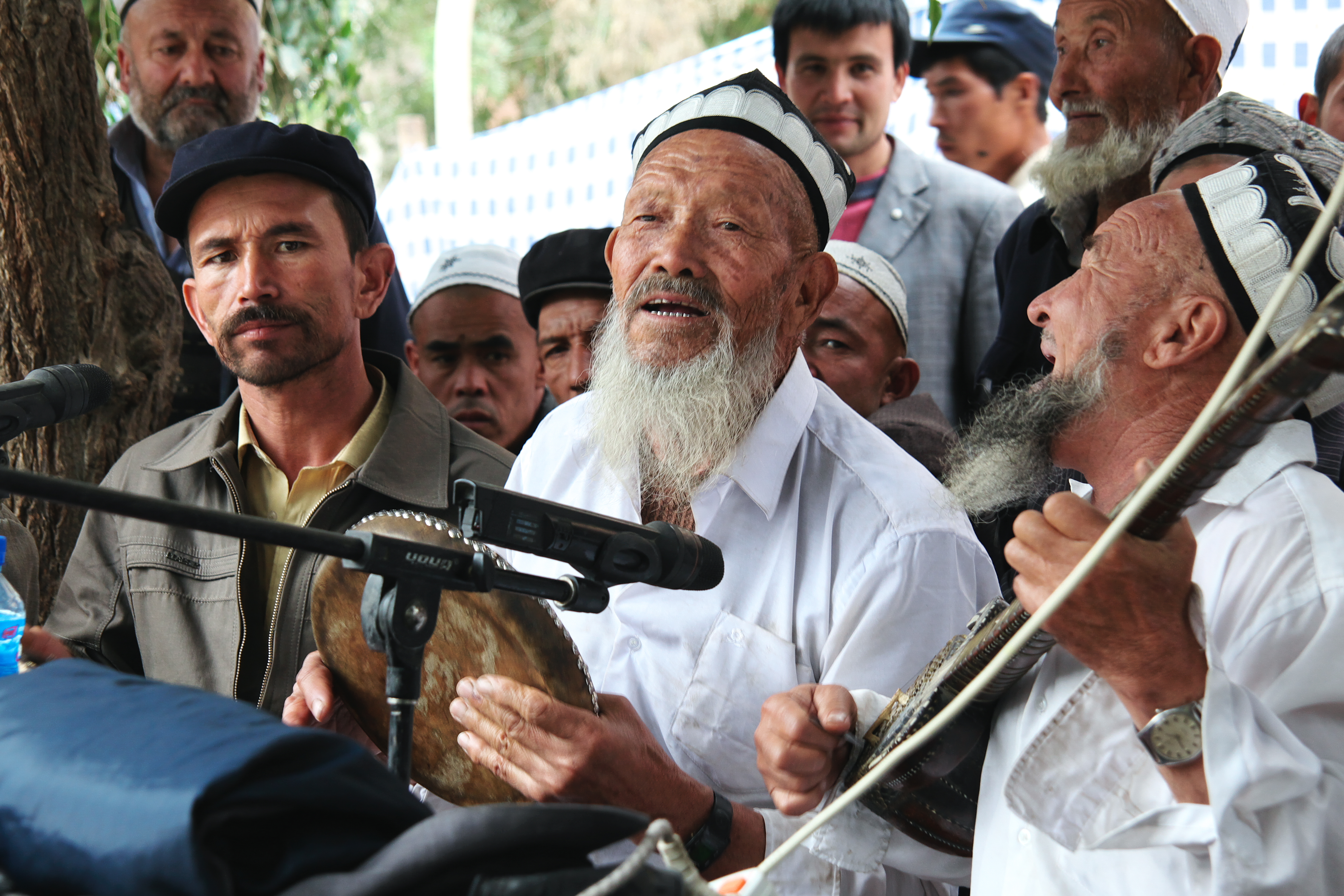
莎車的維吾爾族音樂家

維吾爾族的樂器、形式豐富多彩，在不同的地區和不同的音樂生活現場，有不同的樂器與樂器組合演奏形式，表現力豐富，有中國一帶的古樂器塤，又有來自波斯、阿拉伯等地的薩它爾、彈布林等。大部分得樂器與波斯、阿拉伯國家的同名樂器近似，少數則是同名異器，反映出伊斯蘭世界所用樂器的共性。譬如達蔔、納格拉、奈依、薩它爾、都它爾、彈布林、卡龙琴等是中亞、西亞許多國家中的主要樂器。這類樂器在維吾爾民間同樣流行。樂器往往製作精美，隨著演奏技巧高度發展，樂器都具有獨奏性能和豐富的獨奏曲目，這顯示出維吾爾族器樂的發展水準。同時，維吾爾族樂器吹、拉、彈、打各種形式俱全，打擊樂器在音樂和歌舞中佔有重要的地位。《西域聞見錄》（雲岫抄藏）卷七寫道：“回樂以鼓為主”’“聲音抑揚高下，隨鼓而起落，而歌舞節奏之盤旋，亦以鼓為節”。
由於地處中西交通的樞紐，維吾爾族音樂的顯著的特點是它的音階、調式採用中國、波斯——阿拉伯和歐洲三個音樂體系。以喀什文化古城為中心的南疆地區，大多採用波斯——阿拉伯體系，東疆、北疆地區則借鑒了中國音樂的元素。波斯——阿拉伯體系的音階調式的特點之一是音階的第三，五，七級音常閑升高或降低 ——個全音的1/4音。這些變化音的運用，是形成維吾爾族音樂獨特風格的重要成分。

#### 流行音樂
由於維吾爾族在音樂方面有著廣泛的民眾基礎、悠久的傳統、和獨特的感情和熱情，近些年，維吾爾流行音樂發展迅速。維吾爾流行音樂繼承了維吾爾傳統音樂的一些元素，但也大膽的進行創新和改革，隨著電子樂和現代樂器的出現，使得維吾爾流行音樂有了更大的選擇空間，比如對於西班牙弗拉門戈風格的嘗試。
艾斯卡爾（Esqer，灰狼）是維吾爾搖滾音樂的代表。對音樂的追求，使得他放棄了電影播放員的工作，而來到北京創建了灰狼樂隊。幾經轉載，終於實現了歷史的突破，在維吾爾流行音樂歷史上，有著里程碑的作用。艾斯卡爾的音樂深深地呼喚著自己的民族，有著很深的感情，因此為廣大維吾爾人民所愛戴，他曾被譽為“維族人一生的老師”。
除了音樂本身十分震撼人心，在歌詞的處理上，艾斯卡爾更是達到了一個從未有過的高度，往往內涵很深，使人久久不忘。艾斯卡爾的成名曲“Salam Lutpulla”（努甫拉）歌詞：
salam Lutpulla esleymen séni, tapsam qewrengge yupuq yasaymen, qaysi yer séni aldi qoynigha, qewrengni sha'ir nedin soraymen.
ajayip heywet qeyser iding sen, shunga düshmenler körelmigenni, qaysi namert sanga qildi biwapa, salam Lutpulla esleymen séni.
帶上我出發，去尋找努甫拉。蹋遍烈日下的黃沙，是哪里掩蓋著他。為你種上花，你能否看到它。我們在尋找著你，呼喚著努甫拉。每個人身體中，流著你的血。因此這塊土地，也就是你的家。眼中沒有淚水，我不再懼畏。因此這塊土地，也就是我的家。你的靈魂和詩句，已經融入我身軀。
艾爾肯·阿布杜拉出生於喀什地區的葉城，憑藉英俊的相貌和深情的吉他演奏，成為近年湧現出的另一個新星。艾爾肯的音樂風格不同于傳統風格，音樂更現代更具國際化。艾爾肯的舞臺演出形式多樣、格調時尚，展現了維族新生代的新形象具有強烈的時代感。
艾爾肯的代表曲目
| 專輯                       | 代表曲目                                |
| -------------------------- | --------------------------------------- |
| 走出沙漠的刀郎 Karwan yoli | 奧達木 Orda xénim，維族姑娘 Uyghur Qizi |
| 一千零一夜 Ming Bir Kéche  | 巴郎仔 Balangza，愛的要死 Men öley      |
| 城市之夜 Sheher Kéchisi    | 城市之夜 Sheher kéchisi                 |
| 二道橋的故事 Döngköwrük    | 愛的墓碑 Abide，二道橋的故事 Döngköwrük |
| 博客 Blog                  | 博客 Blog，媽媽，你不在 Anam, sen yoq   |

在中亚地区，木拉提·纳斯洛夫被誉是为“世界上最著名的维吾尔”，他英年早逝，但留下了众多作品，其中最脍炙人口的属一曲“Aydin Kéche”，传遍前苏联大江南北。同时，他也演唱了很多的俄语歌曲。

此外，流行音樂在維吾爾年輕人中盛行，校園大都有維族樂隊，如湖南大學的“新樓蘭樂隊”（Yéngi kiroran）。

## 傳統醫學
維吾爾醫認為人有血液質（kan）、黏液質 （belghem）、膽液質（Sapra）和黑膽質（Savda）四種素質。外部自然和組成人類生命的基礎具有四大元素及其不同的性質，分別是氣之濕熱、火之乾熱、水之濕寒、土之干寒。

## 經濟

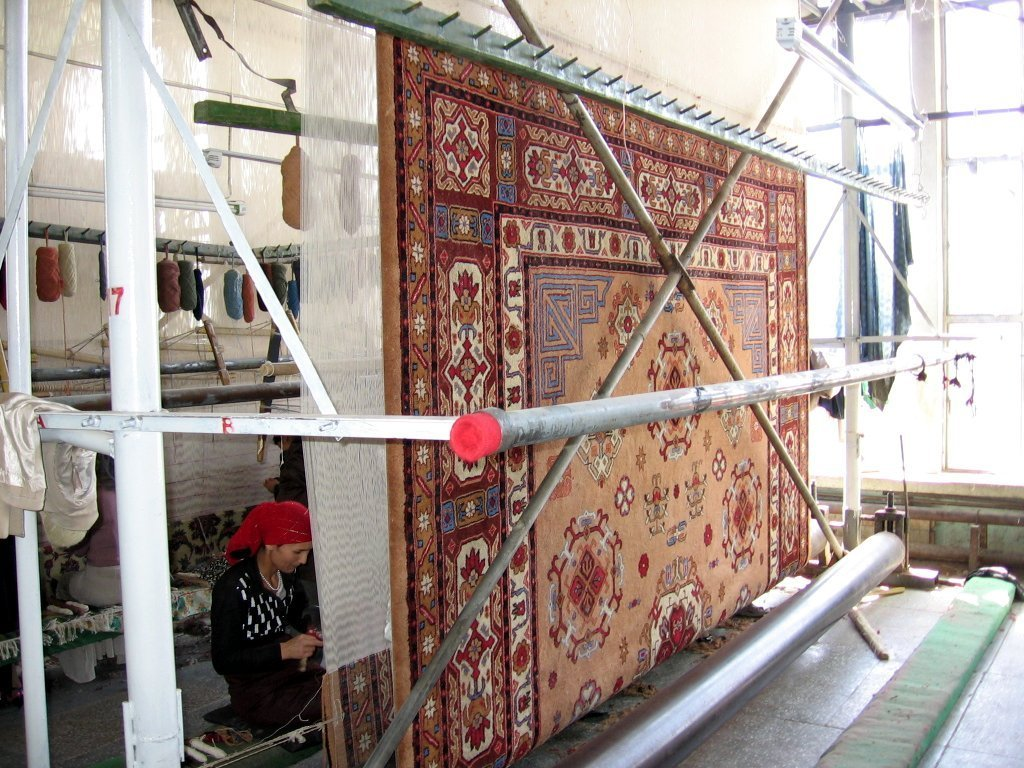
和田的纺织厂

維吾爾族祖先进入西域后有經營農業的悠久傳統，對於灌溉和植棉和園藝尤其具有豐富經驗。元朝 (1279～1368)以後，植棉技術由西域傳入內地。由於有發達的園藝業，很多地區都出產大量的、品種繁多的瓜果。其中著名的有和田的核桃、水蜜桃，皮山的石榴，吐魯番的無核葡萄和葡萄乾，伊犁的蘋果以及呼圖壁的西瓜等。
維吾爾族的手工業有久遠的歷史傳統和精湛的技藝。聞名世界的有和田的地毯和絲綢，莎車的巴克衫綢，喀什的繡花小帽。庫車的“砍土曼”(一種鐵制農具)，烏魯木齊市的烏修爾鐮刀等。尤其是和田至若羌一帶出產的美玉。和田的地毯圖案精美，色澤鮮明，作工精細，經久耐用。英吉沙和庫車製作的小刀，刀柄和刀鞘鑲嵌精美。
中华人民共和国建立后，1952年夏季，在新疆地区的農村完成了“減租反惡霸”運動；1953年底完成了“土地改革”。從1953年起先後建立9個民族鄉、7個民族區、6個自治縣和5個自治州，1957年，全區完成了“社會主義改造”。
1950—1988年新疆用於基本建設的投資累計330億元。經過投資建設，初步形成了相對獨立的國民經濟體系。經濟格局發生了變化。自然經濟與計劃經濟正在向商品經濟的市場經濟轉變；封閉型經濟開始向外向型經濟轉變；單一的農牧經濟結構正在向綜合經濟結構轉變。1990年新疆維吾爾自治區工農業總產值達207．6億元。很多等現代化工業在天山南北發展壯大。農、林、牧、副、漁、鄉鎮企業繼續發展。商業流通、對外貿易出現了新的機遇。

## 宗教

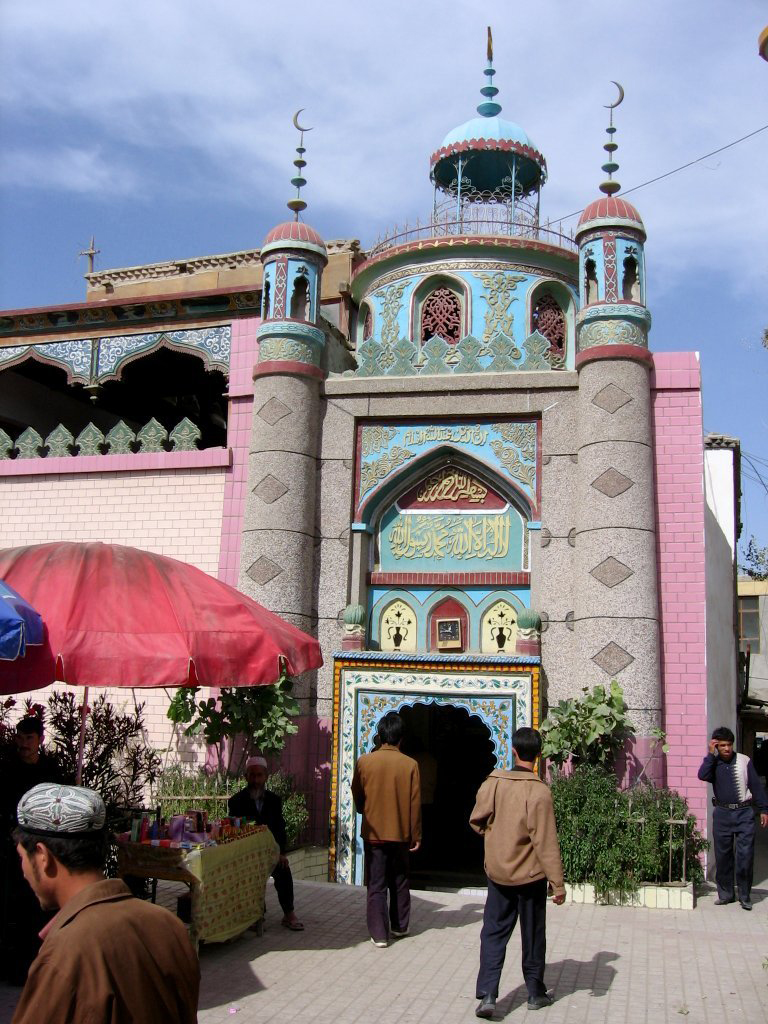
和田清真寺

维吾尔族先民回鹘人先后信奉過萨满教、摩尼教和佛教。漠北回鹘西迁后，祆教、景教在高昌回鹘也均有传播，而佛教则成为高昌回鶻、龟兹回鹘和甘州回鶻的主流宗教信仰。在公元10世纪後期，回鶻人的另一支後裔—喀喇汗王朝统治者開始信奉伊斯兰教，亦以王權壓迫其境內的臣民改信伊斯蘭教。當伊斯兰教成為喀喇汗王朝的國教後由喀什噶尔传播到叶尔羌、于阗等地，並與當地土著的佛教信徒之間發生了長期的宗教戰爭。後來由於東察合台諸汗的推崇和蘇菲教團的活動，伊斯蘭教到了明朝末年已遍及吐鲁番、哈密地区，逐漸成为在维吾尔族社會中佔據统治地位的宗教。新疆地區的穆斯林主要信奉伊斯兰教逊尼派，在教法学上归属于哈乃斐派，但蘇菲派亦曾於葉爾羌汗國時期曾成為主流。

## 名人

### 古代
- 麻赫穆德·喀什噶里：全名伊本·穆罕默德·伊本·侯赛因·马赫穆德·喀什噶尔，11世纪喀喇汗王朝著名语言学家、突厥语学家、思想家和哲学家。
- 镇海：元朝大臣。
- 拉班·扫马：元朝旅行家。
- 廉希宪：字善甫，廉访使布鲁海牙之子，元朝大臣、儒家学者。
- 塔塔統阿：元朝大臣，蒙古字母的创制者。
- 尤素甫·哈斯·哈吉甫：喀喇汗王朝时期著名思想家、政治活动家和诗人。
- 和卓氏：清乾隆帝容妃。

### 现代
軍政界
- 阿合买提江·哈斯木：三區革命的指挥者
- 阿巴索夫：三區革命領導人
- 包爾漢：前新疆省政府主席、中國人民政治協商會議第二、三、五、六届全國委員會副主席
- 賽福鼎·艾則孜：中國共產黨第十、十一屆中央政治局候補委員，第一、二、三、四、五、六、七屆全國人民代表大會常務委員會副委員長，中國人民政治協商會議第八屆全國委員會副主席
- 铁木尔·达瓦买提：第八、九屆全國人大常委會副委員長，新疆維吾爾自治區前主席，自治區人大常委會前主任
- 司马义·艾买提：曾任新疆維吾爾自治區主席、國務委員，政治家，第十屆全國人大常委會副委員長，中國人民政治協商會議第七屆全國委員會副主席
- 阿不来提·阿不都热西提：中國人民政治協商會議第十、十一屆全國委員會副主席，新疆維吾爾自治區前主席，自治區人大常委會前主任
- 司马义·铁力瓦尔地：第十一屆全國人大常委會副委員長，新疆維吾爾自治區前主席
- 努爾·白克力：曾任新疆維吾爾自治區黨委副書記，自治區政府主席
- 卡里姆·马西莫夫：哈萨克斯坦前总理
- 伊斯迈尔·尤苏波夫：曾任哈共中央第一书记
- 吾爾開希·多萊特：八九民運領袖之一，現為台灣政治評論家
- 热比娅·卡德尔：世界維吾爾代表大會主席

体育界
- 巴力·買買提依力：江蘇舜天足球隊前衛，前國奧隊隊員，曾效力於杭州绿城
- 阿的江·蘇萊曼：前八一火箭隊主教練，1990年代籃球國手，後衛
- 西熱力江·木合塔爾：新疆飛虎男子籃球隊主力後衛，籃球國手
- 阿不都沙拉木·阿不都热西提：中国国家篮球队前锋。

演艺界
- 迪丽达尔·艾则孜：维吾尔族著名现实主义女作家，独立研究学者，社会活动家.法国索邦四大十八世纪法兰西文学与哲学博士研究生。通常用维吾尔语，汉语，法语和英语写作。
- 克里木：中国歌唱家
- 祖木來提：中國殘疾人藝術團女歌唱家
- 朗辰：电影导演
- 艾克拜尔黑血：中国男演员
- 麥迪娜·買買提：現代中國演員
- 拜爾：現代流行音樂歌手
- 張韶涵：台灣知名女歌手及女演員，擁有四分之一維吾爾血統
- 迪里拜爾·尤努斯：女高音歌唱家
- 巴哈古麗·熱合木吐拉：中國女演員
- 古力娜扎·拜合提亞爾：中國女演員，模特
- 迪麗熱巴·迪力木拉提：中國女演員
- 希林娜依·高：中国女歌手（组合硬糖少女303成员），母亲是维吾尔族，父亲是汉族
- 米熱夏提·亞里坤：中國男演員
- 穆克代斯·庫爾班：中國女演員
- 那吾克熱·玉素甫江：新疆饒舌歌手
- 艾熱：新疆饒舌歌手
- 玉米提：新疆男歌手、舞蹈家
- 艾孜提力：新疆（TUygu）饒舌组合创始人
- 伊利多斯:新疆維吾爾族男演員，又名Eldos·Faruk，1993年出生
- 尼格买提·热合曼：中國央視主持人
- 王浩信：香港著名男演员，母亲为新疆维吾尔族[80]
- 哈妮克孜·吾買爾：中国女演员
- 迪丽娜尔·阿不都拉：2002年中國十大傑出青年，國家一級演員，舞蹈家
- 再米熱·艾海提：中国女演员

社会名人
- 翦伯赞：湖南维吾尔族，歷史學家
- 海莱提·尼亚孜：维吾尔在线管理员
- 伊力哈木·土赫提：维吾尔在线创办人
- 阿布都萨拉木·托乎提：曾历任新疆第二师范语言文学教师，新疆教育出版社社长、总编辑。《彩色识字课本》在2000年3月荣获世界学术贡献金奖。曾被评为自治区语言文字研究工作先进工作者，被授予“全国民族文字教材做出突出成就的先进工作者”的称号并获得荣誉证书及奖励
- 阿地里·阿里木：blip懂爱梦想爱心团队创始人，领导人，负责人，杰出青年慈善家
- 哈木拉提·吾甫爾：1996年中國十大傑出青年，新疆維吾爾自治區維吾爾醫研究所所長
- 伊力汗·奧斯曼：2001年中國十大傑出青年，新疆電視台副台長
- 阿迪力·吾休尔：2005年中國十大傑出青年，特技演員，達瓦孜第六代傳人
- 茹仙古丽·艾白都拉：中国著名魔术师，人大代表

## 外部連結
- 新疆新闻在线网 （页面存档备份，存于）
- 維英詞典 （页面存档备份，存于）
- 湖南維吾爾族 （页面存档备份，存于）
- 维吾尔在线
- 關於使用和發展維吾爾族語言與文字的提案 （页面存档备份，存于）
- 王柯：〈在中華與「烏瑪」之間――清王朝對新疆維吾爾社會的統治〉 （页面存档备份，存于）（1998）
- 防務語言學院的維吾爾文化導引及佔領區對話範例 （页面存档备份，存于）